# Trận nước Bỉ
Trận nước Bỉ hay Chiến dịch nước Bỉ là một phần trong trận chiến nước Pháp, cuộc tấn công lớn của Đức Quốc xã tại Tây Âu trong Chiến tranh thế giới thứ hai. Cuộc chiến này kéo dài 18 ngày trong tháng 5 năm 1940 và kết thúc bằng việc Đức chiếm đóng lãnh thổ Bỉ sau khi Quân đội Bỉ hạ vũ khí đầu hàng.
Ngày 10 tháng 5 năm 1940, Quân đội Đức Quốc xã (Wehrmacht) đã đồng loạt xâm chiếm Luxembourg, Hà Lan và Bỉ theo Kế hoạch Vàng (Fall Gelb). Quân đội Đồng Minh đã cố gắng ngăn chặn quân đội Đức tại Bỉ, và tin rằng đây chính là mũi tấn công chủ yếu của Đức. Sau khi các đơn vị mạnh nhất của Đồng Minh đã được huy động đầy đủ đến Bỉ trong các ngày 10–12 tháng 5, người Đức liền tiến hành giai đoạn 2 trong chiến dịch của họ bằng một cuộc đột phá (gọi là đòn cắt lưỡi liềm) qua vùng Ardennes, và tiến quân thẳng ra biển Manche. Quân Đức đã tiến đến bờ eo biển sau 5 ngày, và bao vây quân Đồng Minh ở phía bắc. Đức dần dần khép chặt vòng vây dồn đối phương ra biển. Quân đội Bỉ đầu hàng ngày 28 tháng 5 năm 1940, trận nước Bỉ kết thúc.
Trận nước Bỉ được biết đến là nơi diễn ra trận chiến xe tăng đầu tiên trong chiến tranh thế giới thứ hai, trận Hannut. Đó là trận đánh xe tăng lớn nhất trong lịch sử quân sự thế giới tính đến thời điểm đó, cho đến khi bị vượt qua bởi những trận đánh khác tại Bắc Phi và Đông Âu. Ngoài ra đây cũng là lần đầu tiên có một hoạt động không vận chiến lược sử dụng lính dù được tiến hành (trong trận pháo đài Eben-Emael).
Sử học Đức đã phải thừa nhận rằng trong 18 ngày chiến đấu ác liệt, quân Bỉ đã kháng cự một cách ngoan cường và nói đến sự "dũng cảm phi thường" của quân lính Bỉ. Sự thất thủ của nước Bỉ đã buộc quân Đồng Minh phải rút lui khỏi lục địa châu Âu. Hải quân Hoàng gia Anh đã sơ tán từ các cảng biển của Bỉ trong chiến dịch Dynamo, giúp cho quân đội Anh có thể trốn thoát và tiếp tục các hoạt động quân sự sau này với Đức. Nước Bỉ bị chiếm đóng cho đến khi được quân Đồng Minh giải phóng trong mùa đông 1944 – 1945.

## Bối cảnh

### Mâu thuẫn giữa Bỉ và các Đồng Minh
Chiến lược phòng thủ của Bỉ nhằm đối phó với cuộc xâm lăng đến từ nước Đức đã vấp phải một số vấn đề chính trị và quân sự. Về quân sự, người Bỉ không đồng ý cho triển khai toàn bộ lực lượng của mình trên một phòng tuyến dọc biên giới Bỉ-Đức để trở thành một phần kéo dài của tuyến phòng thủ Maginot, vì như vậy họ sẽ dễ dàng bị đánh bại bằng một cuộc tấn công của Đức từ phía sau lưng, qua lãnh thổ Hà Lan. Nếu thực hiện, chiến lược này sẽ phụ thuộc nhiều vào việc Pháp phải tiến nhanh vào đất Bỉ để hỗ trợ cho quân đội đồn trú trong nước.
Về mặt chính trị Bỉ cũng không tin tưởng người Pháp. Thống chế Philippe Pétain đã hai lần đề xuất về một cuộc tấn công của Pháp vào vùng Ruhr của Đức bằng cách sử dụng lãnh thổ Bỉ làm bàn đạp trong tháng 10 năm 1930 và tháng 1 năm 1933. Người Bỉ e ngại như vậy sẽ bị lôi kéo vào một cuộc chiến tranh mà mình không có liên quan, và đã tìm mọi cách để ngăn điều đó xảy ra. Bỉ cũng đã lo sợ sẽ bị cuốn vào một cuộc chiến khác khi mà hiệp ước tương trợ Pháp-Xô được ký kết tháng 5 năm 1935. Hiệp định Pháp-Bỉ trước đó đã quy định rằng Bỉ cũng sẽ phải tổng động viên trong trường hợp Đức tiến hành động viên, nhưng không nói rõ rằng liệu Bỉ có phải động viên trong trường hợp Đức xâm chiếm Ba Lan hay không.
Người Bỉ mong muốn liên minh với nước Anh nhiều hơn. Người Anh đã tham gia chiến tranh thế giới thứ nhất nhằm đáp lại việc Đức vi phạm sự trung lập của nước Bỉ. Các hải cảng của Bỉ trên biển Manche đã từng là những căn cứ quân sự quý giá đối với Hải quân Đế chế Đức, và một cuộc tấn công tương tự cũng sẽ đem lại cho Kriegsmarine và Luftwaffe những căn cứ để tiến hành các hoạt động tiến công chiến lược nhằm vào lãnh thổ Anh quốc trong cuộc xung đột sắp diễn ra. Nhưng chính phủ Anh không mấy chú ý đến mối bận tâm của Bỉ. Do không đạt được sự cam kết mong muốn với Anh, Bỉ đã rút khỏi phe Đồng Minh một ngày trước khi Đức tái chiếm vùng Rhineland. Việc Đức tái chiếm Rhineland khiến cho Bỉ thêm chắc chắn rằng Pháp và Anh không muốn chiến tranh và theo đuổi chiến lược riêng của họ, bỏ mặc quan điểm của Bỉ. Vậy là Bộ tham mưu Bỉ đã quyết tâm sẽ đơn độc chiến đấu cho quyền lợi của riêng mình nếu cần thiết.

### Vai trò của Bỉ trong chiến lược của Đồng Minh
Người Pháp không bằng lòng trước việc vua Bỉ Leopold III tuyên bố trung lập vào tháng 10 năm 1936. Quân đội Pháp thấy rằng chiến lược dự định của họ đã bị phá hỏng; họ không thể mong đợi gì thêm vào việc hợp tác gần gũi hơn nữa với Bỉ trong công tác phòng thủ biên giới phía đông nhằm ngăn chặn có hiệu quả một cuộc tấn công của Đức ngay trước khi nó đến được biên giới nước Pháp. Người Pháp bị lệ thuộc vào mức độ phối hợp mà họ có được từ phía Bỉ. Tình hình này đã làm Pháp mất đi khả năng sử dụng nhiều thành luỹ phòng ngự lâu đời tại Bỉ, một hoàn cảnh mà Pháp luôn muốn tránh vì nó đồng nghĩa với việc họ sẽ phải chiến đấu với các sư đoàn thiết giáp Panzer của Đức trong một trận chiến cơ động. Người Pháp đã tính đến việc tràn vào Bỉ ngay khi Đức tiến đánh quốc gia này. Tuy vậy, người Bỉ, nhận ra mối nguy hiểm đến từ nước Đức, cũng đã bí mật xây dựng cho riêng mình những chính sách phòng thủ, kiến thức hành quân, hệ thống thông tin liên lạc, sắp đặt hệ thống phòng ngự, cách bố trí tình báo và trinh sát hàng không hiện có cùng với tuỳ viên quân sự Pháp tại Brussels.
Theo kế hoạch giúp đỡ nước Bỉ của Đồng Minh, kế hoạch Dyle, những bộ phận tinh nhuệ nhất thuộc lực lượng Đồng Minh, trong đó có các sư đoàn thiết giáp Pháp, sẽ tiến quân đến sông Dyle ngay khi có cuộc xâm lăng của Đức. Lựa chọn thiết lập một phòng tuyến của Đồng Minh trên tuyến sông Meuse–kênh đào Albert nhằm tăng cường cho quân đội Bỉ ở phía đông và kiểm soát cửa sông Scheldt, qua đó liên kết tuyến phòng thủ Pháp ở phía nam với các lực lượng Bỉ bảo vệ Ghent và Antwerp, dường như là chiến lược phòng thủ đúng đắn nhất. Điểm yếu của kế hoạch này, ít nhất là trên phương diện chính trị, là ở chỗ nó bỏ mặc phần lớn miền đông nước Bỉ cho quân đội Đức. Về mặt quân sự nó đặt hậu cứ của quân Đồng Minh tại góc bên phải của tuyến phòng thủ biên giới Pháp còn với người Anh, hệ thống giao thông liên lạc với chiến trường của họ sẽ nằm tại các cảng trên vịnh Biscay, song song với trận tuyến của họ. Bất chấp sự mạo hiểm của các lực lượng được điều đến miền trung nước Bỉ và của một cuộc tiến quân đến sông Schedlt hay tuyến Dyle, mà sẽ dễ bị tổn thương với một đòn tấn công bọc sườn, Maurice Gamelin, tổng tư lệnh quân đội Pháp phê chuẩn kế hoạch và nó đã hêện hữu trong chiến lược của Đồng Minh khi chiến tranh bùng nổ.
Người Anh do không có quân đội trên chiến trường và chậm tái vũ trang nên đã không có điều kiện để can thiệp vào chiến lược của nước Pháp, vốn đang đóng vai trò nổi trội trong phe Đồng Minh. Hầu như không hề chống lại người Pháp, chiến lược hoạt động quân sự riêng của Anh chủ yếu ở hình thức ném bom chiến lược vùng công nghiệp Ruhr.

## Chiến lược quân sự của Bỉ
Cùng với việc chính thức rút ra khỏi phe Đồng Minh, người Bỉ đã từ chối tiến hành bất cứ một cuộc gặp gỡ chính thức nào với giới tham mưu quân sự Pháp và Anh vì lo sự tổn hại đến tính trung lập của mình. Bỉ cho rằng cuộc xâm lăng từ nước Đức không phải là không thể tránh khỏi và xác định rõ rằng nếu cuộc xâm lược đó diễn ra, họ sẽ có thể kháng cự một cách hiệu quả dựa vào những công sự như pháo đài Eben Emael.
Người Bỉ đã tiến hành nhiều phương thức nhằm tái dựng lại hệ thống phòng thủ nằm dọc theo biên giới với Đức kể từ khi Adolf Hitler lên nắm quyền lực vào tháng 1 năm 1933. Chính phủ Bỉ đã theo dõi, với mối lo âu ngày một tăng, việc Đức rút ra khỏi Hội Quốc Liên, việc Đức không công nhận hoà ước Versailles, cũng như sự vi phạm hiệp định Locarno của Đức. Chính phủ Bỉ đã tăng cường ngân sách chi phí cho việc hiện đại hoá các công sự tại Namur và Liège. Những tuyến phòng thủ mới được thiết lập dọc theo tuyến kênh đào Maastricht–Bois-le-Duc, nối liền sông Meuse và sông Scheldt với kênh đào Albert. Công tác bảo vệ đường biên giới phía đông, chủ yếu dựa vào việc phá huỷ một số đường sá, đã được giao cho các bộ phận mới thành lập (các đơn vị xe đạp biên phòng, "Chasseurs Ardennais" - những người thợ săn vùng Ardennes).
Đến năm 1935, hệ thống phòng thủ của Bỉ đã hoàn thành. Tuy vậy, người ta vẫn cảm thấy rằng sự bố phòng này là không thoả đáng. Sự bảo vệ trước một cuộc tấn công bất ngờ của quân Đức vẫn chưa đầy đủ, cần có một lực lượng dự bị cơ động đáng kể để bảo vệ các khu vực hậu phương. Cũng cần phải có những nguồn dự trữ nhân lực đầy đủ, nhưng một dự luật nhằm kéo dài thời hạn nghĩa vụ quân sự và tăng cường huấn luyện quân đội đã bị công chúng bác bỏ dựa trên quan điểm cho rằng điều đó sẽ làm tăng thêm những ràng buộc quân sự đối với Bỉ cũng như những yêu cầu của Đồng Minh về việc tham gia những xung đột ở bên ngoài nước Bỉ.
Ngày 14 tháng 10 năm 1936, Quốc vương Leopold III trong một bài diễn văn đọc trước Hội đồng Bộ trưởng, đã cố gắng thuyết phục nhân dân (và cả chính phủ) rằng hệ thống phòng thủ cần phải được củng cố hơn nữa. Leopold đã đưa ra ba luận điểm quân sự trọng tâm trong công tác tăng cường vũ trang của Bỉ:
- Sự tái vũ trang của nước Đức, tiếp theo việc Ý và Nga (Liên Xô) hoàn thành công tác tái vũ trang, đã khiến hầu hết các quốc gia khác, kể cả những nước ưa chuộng hoà bình, như Thuỵ Sĩ và Hà Lan, phải tiến hành các biện pháp phòng ngừa đặc biệt
- Đã có sự thay đổi lớn lao trong phương thức tiến hành chiến tranh do kết quả của tiến bộ kỹ thuật, đặc biệt là trong lĩnh vực hàng không và cơ giới, mà những diễn biến ban đầu của cuộc xung đột vũ trang giờ có thể bao gồm các lực lượng, tốc độ và tầm quan trọng mà đặc biệt đáng báo động đối với các quốc gia nhỏ như Bỉ.
- Nỗi lo âu của chúng ta càng tăng thêm với việc tái chiếm chớp nhoáng vùng Rhineland và thực tế là các căn cứ dành cho việc khởi đầu một cuộc xâm lược có thể xảy ra của Đức đã được dời đến gần biên giới của chúng ta.[26]

Ngày 24 tháng 4 năm 1937, Anh và Pháp cùng đưa ra một tuyên bố chung rằng sự an toàn của nước Bỉ là rất quan trọng đối với phe Đồng Minh và vì vậy họ sẽ bảo vệ biên giới của mình trước cuộc xâm lược bằng mọi cách, cho dù cuộc xâm lược đó chỉ trực tiếp nhắm vào Bỉ, hay đó là một phương thức nhằm chiếm đoạt các căn cứ tại đây để tiến hành chiến tranh chống lại "các quốc gia khác". Theo đó, Anh và Pháp đã giải phóng Bỉ ra khỏi những điều khoản của hiệp định Locarno về việc tiến hành một cuộc chiến đấu chung trong trường hợp Đức tấn công Ba Lan, trong khi vẫn giữ nguyên các giao ước của họ đối với Bỉ.
Về mặt quân sự, người Bỉ nhận định Wehrmacht mạnh hơn quân Đồng Minh, nhất là Quân đội Anh, và việc tiến hành đàm phán với Đồng Minh sẽ dẫn đến việc Bỉ trở thành một bãi chiến trường mà không có Đồng Minh tương xứng.
Bỉ và Pháp vẫn còn nhầm lẫn về điều mà họ mong đợi ở nhau nếu chiến tranh bắt đầu. Người Bỉ xác định rõ rằng sẽ giữ vững các công sự biên phòng dọc theo kênh đào Albert và sông Meuse, không rút lui cho đến khi nào Quân đội Pháp tới hỗ trợ họ. Gamelin thì lại không hào hứng với việc đẩy kế hoạch Dyle của mình ra xa hơn nữa. Ông ta lo ngại rằng người Bỉ sẽ bị đánh bật ra khỏi hệ thống phòng thủ của họ và phải rút về Antwerp, giống như vào năm 1914. Thực tế, các sư đoàn Bỉ bảo vệ biên giới dự định sẽ chạy về phía nam để liên kết với các lực lượng Pháp, nhưng thông tin này đã không được đưa tới cho Gamelin.
Vượt qua những gì mà người Bỉ lo ngại, kế hoạch Dyle có nhiều ưu điểm. Thay vì giới hạn cuộc tiến quân tại sông Scheldt, hay đụng độ quân Đức tại biên giới Pháp-Bỉ, cuộc hành quân đến sông Dyle thu hẹp mặt trận của Đồng Minh tại trung tâm nước Bỉ đi 70–80 km, giải phóng được nhiều lực lượng hơn để bổ sung cho quân dự bị chiến lược. Nó còn giúp bảo vệ được thêm nhiều phần lãnh thổ Bỉ, đặc biệt là các khu công nghiệp ở phía đông. Ngoài ra nó còn có lợi thế là thu hút được thêm nhiều sư đoàn Hà Lan và Bỉ (ước tính có khoảng 20 sư đoàn Bỉ). Gamelin đã dựa vào những lý lẽ này để biện minh cho kế hoạch Dyle sau thất bại của nó.
Ngày 10 tháng 1 năm 1940, đã xảy ra sự cố Mechelen, khi thiếu tá Hellmuth Reinberger phải hạ cánh khẩn cấp cùng chiếc máy bay Messerschmitt Bf 108 ở gần Mechelen-sur-Meuse. Reinberger có mang theo những kế hoạch ban đầu của cuộc xâm lược của Đức vào Tây Âu, và đúng như mong đợi của Gamelin, nó là một sự lặp lại của kế hoạch Schlieffen năm 1914 theo đó quân Đức sẽ tấn công qua lãnh thổ Bỉ (được bổ sung thêm bằng cuộc xâm chiếm Hà Lan) và tiến vào Pháp. Kế hoạch không có gì hơn ngoài việc chiếm đóng Vùng Đất Thấp để làm căn cứ tiến hành các cuộc tấn công tiếp theo ở trên biển, trên bộ và trên không.
Người Bỉ đã nghi ngờ đó là một mưu kế. Những kế hoạch đã được tiến hành một cách nghiêm túc. Tình báo Bỉ và tùy viên quân sự tại Köln đã giả thuyết chính xác rằng Đức sẽ không mở màn cuộc xâm lăng với kế hoạch này. Họ cho rằng Đức sẽ cố gắng tấn công qua vùng Ardennes thuộc Bỉ và tiến đến Calais để bao vây quân đội Đồng Minh tại Bỉ. Người Bỉ đã dự đoán đúng rằng Đức sẽ tiến hành một đòn Kesselschlacht (một trận chiến bao vây) nhằm tiêu diệt đối phương. Dự đoán của Bỉ trùng khớp với kế hoạch đề xuất của tướng Đức Erich von Manstein.
Bộ Chỉ huy Tối cao Bỉ sợ rằng kế hoạch Dyle sẽ không chỉ khiến tình thế chiến lược của Bỉ mà còn là toàn bộ cánh trái mặt trận của Đồng Minh gặp nguy hiểm. Quốc vương Leopold và Đại tướng Raoul Van Overstraeten, phụ tá của đức vua, đã hai lần cảnh báo Gamelin và Bộ chỉ huy quân đội Pháp về những lo ngại của mình vào ngày 8 thảng 3 và 14 tháng 4. Nhưng những lo ngại của họ đã bị bỏ qua.

## Kế hoạch phòng thủ của Bỉ

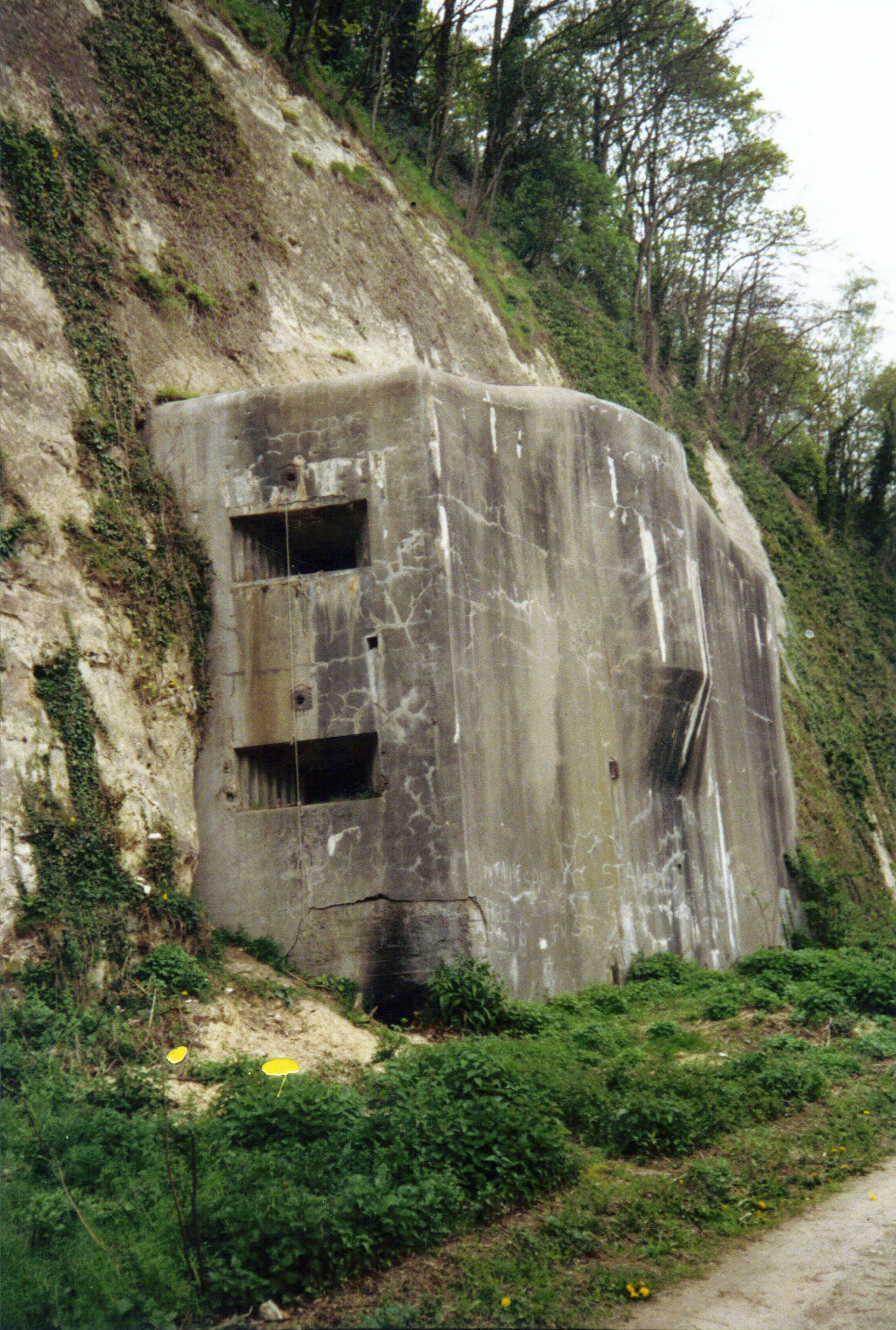
Eben-Emael: Người Bỉ hy vọng sẽ ngăn cản được quân Đức một cách hiệu quả bằng những công sự như thế này

Kế hoạch của người Bỉ, trong trường hợp có cuộc xâm lăng của Đức (phần chữ nghiêng trong nguyên văn) được chuẩn bị như sau:
1 - Một hệ thống phòng thủ nằm dọc theo kênh đào Albert từ Antwerp cho tới Liege và dọc theo sông Meuse từ Liege đến Namur, nhằm cầm cự đủ lâu cho các đội quân Pháp và Anh đến đóng giữ tuyến Antwerp–Namur–Givet. Người ta dự đoán rằng lực lượng hỗ trợ của các cường quốc sẽ bắt đầu hành động vào ngày thứ ba của cuộc xâm lược.

2 - Rút về khu vực Antwerp–Namur.

3 - Quân đội Bỉ sẽ nắm giữ các khu vực kinh tế – ngoại trừ vùng Leuven - trong đó có thành phố Antwerp như một phần trong hệ thống phòng thủ chính của Đồng Minh.
Theo thoả thuận giữa quân đội các nước Anh và Pháp, tập đoàn quân số 7 của Pháp dưới quyền chỉ huy của Henri Giraud sẽ tiến vào đất Bỉ, vượt qua cửa sông Scheldt tại Zeeland nếu có thể, và tới Breda nằm ngay trong biên giới Hà Lan. Lực lượng Viễn chinh Anh, do tướng Huân tước Gort chỉ huy, sẽ chiếm giữ các vị trí trung tâm tại khe hở Brussels–Ghent để hỗ trợ cho quân đội Bỉ đóng tại các chốt phòng ngự chủ yếu cách Brussels khoảng 20 km về phía đông. Hệ thống phòng ngự chính bao quanh Antwerp được người Bỉ bảo vệ, nằm cách thành phố đúng 10 km. Tiếp đó người Pháp sẽ đóng tại một vị trí che chắn sườn trái của quân đội Bỉ đang phòng thủ Antwerp và uy hiếp cánh bắc của quân Đức.
Xa hơn về phía đông, các cứ điểm phòng thủ nhằm kìm chân đối phương được xây dựng tại các khu vực chiến thuật nằm dọc sát kênh đào Albert, nhập với tuyến phòng thủ sông Meuse ở phía tây Maastricht. Phòng tuyến này chạy lệch về phía nam, và tiếp tục nối đến Liege. Khe hở Maastricht–Liege được bố phòng rất chặt chẽ. Pháo đài Eben-Emael trấn giữ mặt bắc của thành phố, tuyến đường hành quân xe tăng nằm trên chiều sâu chiến lược của các lực lượng Bỉ đóng trong thành phố, và đường tiến quân vào miền tây nước Bỉ. Xa hơn nữa, các phòng tuyến chạy về phía tây nam, bao bọc lấy tuyến Liege–Namur. Quân đội Bỉ còn có sự hỗ trợ thêm của Tập đoàn quân số 1 Pháp, tiến về phía Gembloux và Hannut, trên cánh nam của Lực lượng viễn chinh Anh và bảo vệ cho khu vực Sambre. Điều này đã giúp bịt kín lỗ hổng trong phòng tuyến nằm giữa các chốt phòng ngự Bỉ trên tuyến Dyle và Namur ở phía nam. Xa hơn nữa về phía nam, tập đoàn quân số 9 Pháp hành quân đến tuyến Givet–Dinant trên sông Meuse. Tập đoàn quân số 2 Pháp chịu trách nhiệm tại khu vực 100 km cuối cùng của mặt trận, bảo vệ Sedan, hạ lưu sông Meuse, vùng biên giới Bỉ–Luxembourg và cánh bắc của phòng tuyến Maginot.

## Kế hoạch của Đức

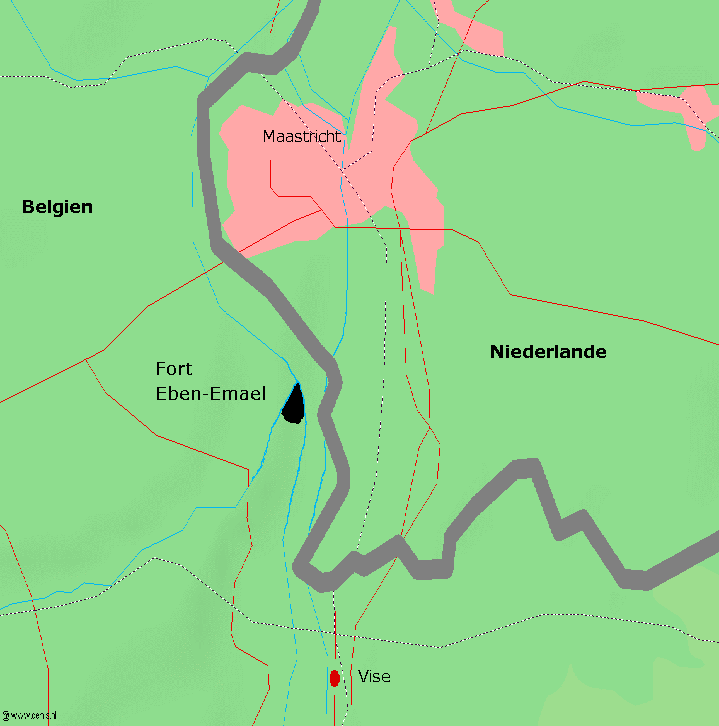
Bản đồ khu vực nằm giữa Bỉ và Hà Lan gần pháo đài Eben-Emael: Pháo đài bảo vệ những đầu cầu chiến lược trọng yếu trên đường tiến vào đất Bỉ

Kế hoạch tấn công của Đức đòi hỏi Cụm tập đoàn quân B phải tiến quân và kéo Cụm Tập đoàn quân số 1 Pháp vào trung tâm nước Bỉ, trong khi Cụm tập đoàn quân A tiến hành một đòn công kích bất ngờ qua vùng Ardennes. Bỉ sẽ đóng vai trò một mặt trận phụ nhưng có ý nghĩa quan trọng. Cụm tập đoàn quân B chỉ được giao cho một số lượng hạn chế các đơn vị cơ động và thiết giáp, phần lớn Cụm tập đoàn quân là các sư đoàn bộ binh. Sau khi quân Đức đã đến được biển Manche, toàn bộ các sư đoàn thiết giáp Panzer và hầu hết các đơn vị bộ binh cơ giới sẽ được điều từ Cụm tập đoàn quân B sang Cụm tập đoàn quân A; nhằm tăng cường các cho tuyến liên lạc của Đức và ngăn chặn một cuộc đột phá của phe Đồng Minh. Kế hoạch này sẽ thất bại nếu như cuộc tiến quân của cụm tập đoàn quân B tại Bỉ không đủ nhanh để gây sức ép với các lực lượng Đồng Minh từ hai mặt trận. Vật cản chủ yếu của họ chính là tuyến phòng thủ tại pháo đài Eben-Emael và kênh đào Albert. Ba cây cầu bắc qua những chướng ngại vật này là chìa khoá để đảm bảo cho Cụm tập đoàn quân B giữ được nhịp độ tiến công cao cần thiết. Các cây cầu ở Veldwezelt, Vroenhoven và Kanne thuộc Bỉ, và Maastricht tại biên giới Hà Lan chính là mục tiêu cần nhắm đến. Thất bại trong việc chiếm các mục tiêu này sẽ khiến Tập đoàn quân số 6 của Reichenau, lực lượng ở cực nam cụm tập đoàn quân B, bị mắc kẹt tại khu vực nằm giữa Maastricht và kênh đào Albert, và phải chịu trận trước hoả lực từ Eben-Emael; pháo đài này cần phải bị tiêu diệt.
Adolf Hitler đã cho triệu trung tướng Kurt Student chỉ huy sư đoàn không quân số 7 (7. Flieger-Division) đến để thảo luận về cuộc tấn công. Đề xuất đầu tiên là một cuộc nhảy dù theo lối truyền thống sẽ tiến hành bởi các lực lượng không vận để đánh chiếm và phá huỷ các khẩu đại bác của pháo đài trước khi các đơn vị đổ bộ tiếp cận. Đề xuất này đã bị bác bỏ do các máy bay vân tải Junkers Ju 52 bay quá chậm, rất dễ bị pháo binh phòng không của Hà Lan và Bỉ tiêu diệt, ngay cả với những hành trình nhỏ. Ngoài ra còn vì nguyên nhân điều kiện thời tiết, gió có thể thổi bay các lính dù ra xa pháo đài và phân tán họ ra rất mỏng. Lính dù được thả từ một chiếc Ju 52 tại độ cao tối thiểu cho phép có thể bị tách ra khỏi đồng đội một khoảng cách trên 300 mét.
Hitler đã lưu ý đến một thiếu sót tiềm ẩn trong hệ thống phòng thủ này. Các mái nhà đều bằng phẳng và không được bảo vệ; ông ta hỏi rằng nếu một tàu lượn, như loại DFS 230, có thể đổ bộ lên đó được không. Student trả lời rằng có thể, nhưng chỉ giới hạn đến 12 chiếc và phải làm vào ban ngày; như vậy sẽ huy động được từ 80 đến 90 lính dù đến mục tiêu. Hitler tiếp đó đã tiết lộ về loại vũ khí chiến thuật giúp tiến hành có hiệu quả hoạt động chiến lược này. Ông ta giới thiệu về Hohlladungwaffe (lượng nổ lõm) – một loại thuốc nổ 50 kg sẽ giúp phá huỷ các ụ súng đại bác của Bỉ. Vũ khí chiến lược này đã trở thành mũi nhọn của hoạt động không vận chiến lược đầu tiên trong lịch sử.

## Lực lượng tham chiến

### Quân đội Bỉ và Đồng Minh

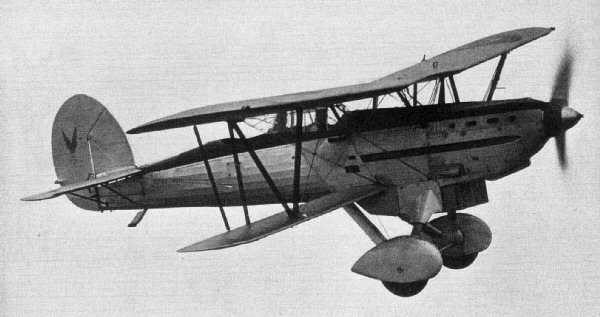
Một chiếc Fairey Fox của Không quân Bỉ

Binh chủng không quân Bỉ (Aéronautique Militaire Belge, hay AéMI) bắt đầu công khai tiến hành hiện đại hóa công nghệ hàng không của mình. Họ đã đặt hàng các loại máy bay Brewster Buffalo, Fiat CR.42, Hawker Hurricane, Koolhoven F.K.56, Fairey Battle, máy bay ném bom hạng nhẹ Caproni Ca.312 và máy bay chiến đấu-trinh sát Caproni Ca.335. Nhưng chỉ có các loại Fiat, Hurricane và Battle là được chuyển giao. Việc thiếu hụt các thể loại hiện đại đồng nghĩa với việc các phiên bản máy bay ném bom hạng nhẹ một chỗ ngồi Fairey Fox sẽ được sử dụng như máy bay tiêm kích.
Không quân Bỉ sở hữu 250 máy bay chiến đấu, bao gồm 90 máy bay tiêm kích, 12 máy bay ném bom và 12 máy bay trinh sát. Chỉ 50 chiếc trong số đó là đạt tiêu chuẩn khá hiện đại. Cộng với số máy bay liên lạc và vận tải, không lực Bỉ có 377 máy bay; nhưng chỉ 118 chiếc là có thể hoạt động trong ngày 10 tháng 5 năm 1940, trong số này có khoảng 78 máy bay tiêm kích và 40 máy bay ném bom tác chiến.
Binh chủng không quân đặt dưới quyền chỉ huy của Paul Hiernaux, người đã nhận bằng chứng chỉ phi công ngay trước khi chiến tranh thế giới thứ nhất nổ ra, và được thăng cấp lên làm tổng tư lệnh AéMI từ năm 1938.
Hiernaux đã tổ chức binh chủng thành 3 trung đoàn không quân; trung đoàn không quân số 1 (1er Régiment d'Aéronautique) có 60 máy bay, trung đoàn không quân số 2 (2e Régiment d'Aéronautique) bao gồm 53 chiếc, và trung đoàn không quân số 3 (3e Régiment d'Aéronautique) với hơn 79 máy bay.
Lục quân Bỉ tập trung được 22 sư đoàn, với 1.338 pháo và 10 xe tăng. Bỉ bắt đầu động viên ngày 25 tháng 8 năm 1939, và đến tháng 5 năm 1940 xây dựng được một tập đoàn quân với 18 sư đoàn bộ binh, 2 sư đoàn Chasseurs Ardennais (được cơ giới hóa một phần) và 2 sư đoàn kỵ binh cơ giới; tổng cộng quân số vào khoảng 600.000 quân. Lực lượng dự bị của Bỉ có thể huy động lên đến 900.000 người. Tuy nhiên họ lại bị thiếu hụt trang bị nghiêm trọng, quân đội có rất ít quân thiết giáp và pháo phòng không.
Sau khi hoàn thành cuộc động viên, người Bỉ tập hợp được 5 quân đoàn chính quy và 2 quân đoàn dự bị bao gồm 12 sư đoàn bộ binh chính quy, 2 sư đoàn Chasseurs Ardennais, 6 sư đoàn bộ binh dự bị, một lữ đoàn thuộc Đội Xe đạp Biên phòng (Cyclist Frontier Guards), một quân đoàn kỵ binh có 2 sư đoàn và một lữ đoàn kỵ binh cơ giới. Lục quân Bỉ có 2 trung đoàn pháo phòng không và 4 trung đoàn pháo binh cùng một số lượng không xác định lực lượng quân đồn trú pháo đài, công binh và người làm công tác liên lạc tín hiệu.
Quân đoàn Hải quân Bỉ đã được tái lập năm 1939. Hầu hết hạm đội thương thuyền của Bỉ, với khoảng 100 tàu, đều thoát được không bị Đức chiếm giữ. Theo các điều khoản thỏa thuận của Hải quân Hoàng gia Bỉ, những tàu thuyền này, với 3.350 thủy thủ và nhân viên, được đặt dưới quyền kiểm soát của Anh suốt thời gian còn lại của chiến tranh.
Tổng hành dinh Bộ hải quân Bỉ được đặt tại Ostend dưới quyền thiếu tá Henry Decarpentrie. Sư đoàn hải quân số 1 cũng đóng tại Ostend, còn sư đoàn số 2 và 3 lần lượt ở Zeebrugge và Antwerp.
Người Bỉ đã nhận được từ Quân đội Pháp những sự hỗ trợ lớn lao. Trong tập đoàn quân số 1 của Pháp có quân đoàn kỵ binh của tướng René Prioux, với sư đoàn cơ giới hạng nhẹ số 2 (2e Division Légère Mécanique, hay 2e DLM) và số 3 (3e DLM), được chỉ định tới phòng thủ khe hở Gembloux. Các lực lượng thiết giáp gồm 239 xe tăng hạng nhẹ Hotchkiss H35 và 176 chiếc SOMUA S35. Các loại xe tăng này, xét về lớp giáp và hoả lực, đều trội hơn so với xe tăng Đức. Sư đoàn cơ giới hạng nhẹ số 3 có 90 chiếc S35 và khoảng 140 chiếc H35. Tập đoàn quân số 7 Pháp sẽ bảo vệ phần phía bắc mặt trận của Đồng Minh. Với lực lượng bao gồm sư đoàn cơ giới hạng nhẹ số 1 (1e DLM), sư đoàn cơ giới số 25 và số 9, tập đoàn quân này sẽ tiến đến Breda thuộc Hà Lan.
Tập đoàn quân thứ ba của Pháp hoạt động trên đất Bỉ, tập đoàn quân số 9, có sức mạnh yếu hơn tập đoàn quân số 7 và nhất là so với tập đoàn quân số 1. Tập đoàn quân này được tổ chức bởi các sư đoàn bộ binh, ngoại trừ sư đoàn cơ giới số 5. Nhiệm vụ của nó là bảo vệ sườn phía nam của quân Đồng Minh, tại bờ nam sông Sambre, ngay tại bắc Sedan. Xa hơn về phía nam là tập đoàn quân số 2 của Pháp, bảo vệ tuyến biên giới Pháp-Bỉ nằm giữa Sedan và Montmédy. Hai tập đoàn quân yếu hơn của Pháp đã phải đối phó với đòn tấn công chủ yếu của Đức.
Quân đội Anh đã đóng góp lực lượng yếu nhất cho nước Bỉ. Lực lượng Viễn chinh Anh (B.E.F) dưới quyền chỉ huy của Thống tướng John Vereker, tử tước thứ 6 đất Gort với 152.000 quân được bố trí thành 2 quân đoàn, trong mỗi sư đoàn có 2 sư đoàn. Người ta hy vọng sẽ lần lượt điều động cả hai quân đoàn này, nhưng điều đó đã không bao giờ diễn ra. Quân đoàn số I của Anh đầu tiên do trung tướng John Dill chỉ huy, rồi đến trung tướng Michael Barker, người mà sau đó cũng bị thay thế bới thiếu tướng Harold Alexander. Trung tướng Alan Brooke, tử tước Alanbrooke thứ nhất chỉ huy quân đoàn số II của Anh. Sau này quân đpàn III do trung tướng Ronald Adam chỉ huy đã được tăng cường vào tổ chức quân viễn chinh Anh. Ngoài ra có thêm 9.392 nhân viên Không lực Hoàng gia Anh (RAF) thuộc Lực lượng Không quân Xung kích của RAF dười quyền Phó Nguyên soái Không quân Patrick Playfair sẽ hỗ trợ cho cuộc chiến tại Bỉ. Đến tháng 5 năm 1940, B.E.F đã phát triển lên 394.165 người, trong số đó hơn 150.000 là thuộc các tổ chức hậu cần phía sau mặt trận và ít được huấn luyện quân sự. Ngày 10 tháng 5 năm 1940, B.E.F bao gồm 10 sư đoàn (có những sư đoàn không đầy đủ), 1.280 pháo và 310 xe tăng.

### Lực lượng của Đức
Cụm tập đoàn quân B của Đức do thống chế Fedor von Bock chỉ huy, được phân phối 26 sư đoàn bộ binh và 3 sư đoàn thiết giáp cho cuộc xâm lược Hà Lan và Bỉ. Trong 3 sư đoàn thiết giáp, sư đoàn số 3 và số 4 sẽ hoạt động tại Bỉ thuộc biên chế quân đoàn XVI, tập đoàn quân số 6. Sư đoàn Thiết giáp số 9 được phối thuộc cho tập đoàn quân số 18, mà sau khi trận Hà Lan kết thúc sẽ cùng hỗ trợ tiến vào Bỉ và bao bọc bên cánh bắc của tập đoàn quân này. Lực lượng thiết giáp thuộc cụm tập đoàn quân B ước tính gồm 808 xe tăng, trong đó có 282 chiếc loại Panzer I, 288 chiếc Panzer II, 123 chiếc Panzer III và 66 chiếc Panzer IV; 49 xe tăng chỉ huy cũng tham gia tác chiến. Các trung đoàn thiết giáp thuộc Sư đoàn Thiết giáp số 3 có 117 chiếc Panzer I, 128 Panzer II, 42 Panzer III, 26 Panzer IV và 27 xe tăng chỉ huy. Sư đoàn Thiết giáp số 4 có 136 chiếc Panzer I, 105 Panzer II, 40 Panzer III, 24 Panzer IV và 10 xe tăng chỉ huy. Sư đoàn Thiết giáp số 9, theo kế hoạch lúc đầu sẽ hoạt động tại Hà Lan, là sư đoàn yếu nhất với số lượng các loại xe tương ứng lần lượt là 30, 54, 123, 66 và 49.
Các đơn vị thuộc sư đoàn không quân số 7 và sư đoàn không vận số 22 của Đức tham gia cuộc tấn công pháo đài Eben-Emael được đặt tên là Sturmabteilung Koch (Phân đội tấn công Koch); theo tên viên sĩ quan chỉ huy, đại úy Walter Koch. Lực lượng này được tập hợp tháng 9 năm 1939, chủ yếu gồm lính nhảy dù thuộc trung đoàn dù số 1 và công binh của sư đoàn không quân số 7, ngoài ra còn có một nhóm nhỏ phi công của Luftwaffe.
Không quân Đức đã huy động 1.815 máy bay chiến đấu, 487 máy bay vận tải và 50 tàu lượn cho cuộc tấn công vào Vùng Đất Thấp.
Đòn tấn công ban đầu trên bầu trời nước Bỉ sẽ do quân đoàn không quân số 4 (IV. Fliegerkorps) của Thượng tướng Alfred Keller thực hiện. Lực lượng của Keller bao gồm các không đoàn Lehrgeschwader 1, Kampfgeschwader 30, Kampfgeschwader 27. Ngày 10 tháng 5 Keller có trong tay 363 máy bay (224 chiếc hoạt động) được tăng cường bởi Quân đoàn Không quân số 8 (VIII. Fliegerkorps) của tướng Wolfram von Richthofen với 550 máy bay (420 chiếc hoạt động), sau đó có thêm sư đoàn Jagdfliegerführer 2 của đại tá Kurt-Bertram von Döring, với 462 máy bay tiêm kích (313 chiếc hoạt động).
Tổng hành dinh Quân đoàn Không quân số 4 của Keller đặt tại Düsseldorf, các Không đoàn Huấn luyện 1 (Lehrgeschwader 1) và Không đoàn Ném bom 30 (Kampfgeschwader 30) đóng tại Oldenburg, phần còn lại ở Marx. Quân hỗ trợ của Döring và Von Richthofen đến từ Nordrhein-Westfalen và lần lượt đóng tại Grevenbroich, Mönchengladbach, Dortmund và Essen.

## Trận chiến

### Ngày 10 và 11 tháng 5: Các trận đánh tại biên giới
Trong đêm ngày 9 tháng 5, tùy viên quân sự Bỉ tại Berlin đã báo cáo rằng người Đức đang dự định sẽ mở màn cuộc tấn công vào ngày hôm sau. Nhiều cuộc hành quân chuẩn bị của đối phương cũng được phát hiện tại khu vực biên giới. Lúc 00h10 ngày 10 tháng 5 năm 1940, Tổng hành dinh tại Brussels tuyên bố báo động. Lệnh báo động toàn quốc được ban bố lúc 01h30 sáng. Quân đội Bỉ được triển khai vào các vị trí chiến đấu.
Vào khoảng 04h00, những đòn ném bom chiến lược đầu tiên đã giáng xuống các sân bay và trung tâm liên lạc của Bỉ. Quân đội Đồng Minh liền triển khai kế hoạch Dyle vào sáng ngày 10 tháng 5, và bắt đầu tiến vào hậu phương của Bỉ. Vua Leopold đã có mặt tại Tổng hành dinh ở gần Briedgen, Antwerp.
Không quân Đức đã tập trung chĩa mũi nhọn vào mặt trận trên không tại Vùng Đất Thấp. Nhiệm vụ đầu tiên của Luftwaffe là loại bỏ lực lượng không quân Bỉ. Thế nhưng dù có ưu thế số lượng áp đảo với 1.375 máy bay, trong đó 957 chiếc tham chiến, và công tác trinh sát được chuẩn bị kỹ lưỡng - điều đó đã gây ảnh hưởng lớn cho lực lượng AeMI, vốn chỉ có 179 máy bay trong ngày 10 tháng 5 - chiến dịch không quân tại Bỉ nói chung chỉ đạt kết quả hạn chế.

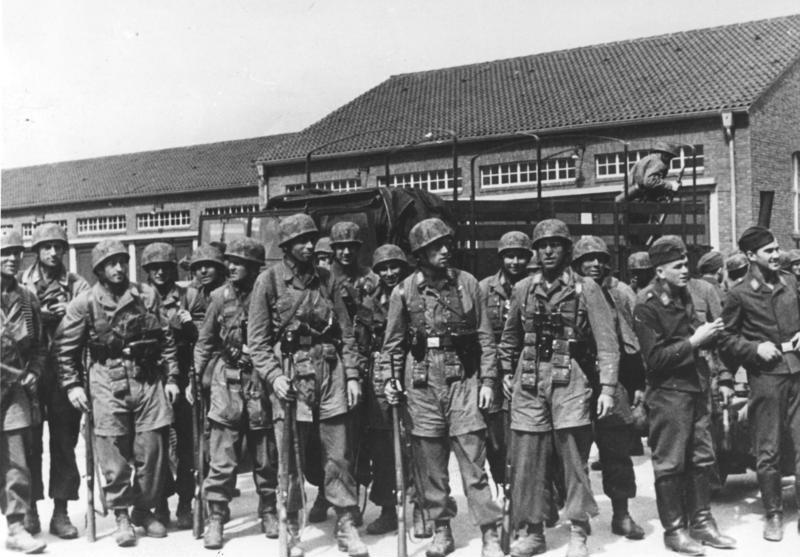
Lính dù Đức thuộc Phân đội tấn công Koch chiến thắng tại Eben-Emael

Cấp dưới của Richthofen đã đạt được khá nhiều thành công, điển hình như Không đoàn Ném bom 77 do đại tá Dr. Johann-Volkmar Fisser thuộc quân đoàn không quân số 8 (VIII. Fliegerkorps). Tướng Wilhelm Speidel, đã nhận xét rằng "...đó là kết quả của khuynh hướng thường thấy của vị tướng chỉ huy với việc tiến hành cuộc chiến tranh theo cách của riêng mình". Đơn vị của Fisser đã tiêu diệt các căn cứ chủ lực của không quân Bỉ, với sự hỗ trợ của Không đoàn Ném bom 54. Các máy bay tiêm kích thuộc phi đội Jagdfliegerführer 27 đã loại khỏi vòng chiến 2 không đội tại Neerhepsen, và trong chiều hôm đó, I./St.G 2 đã tiêu diệt 15 máy bay tiêm kích Fiat CR.42 ở Brusthem. Thắng lợi duy nhất còn lại là Không đoàn Ném bom 27 đã phá hủy 8 máy bay ở Belesle. Tổng cộng là 83 chiếc, hầu hết đều là máy bay vận chuyển và "phi đội tuần tiễu" bị tiêu diệt. Không quân Bỉ thực hiện được 146 lần xuất kích trong 6 ngày đầu tiên, và từ 16 đến 28 tháng 5, tiến hành thêm được 77 phi vụ nữa. Hầu hết thời gian và nhiên liệu đã được sử dụng trong công tác rút lui trước các cuộc tấn công của không quân Đức.
Những người vạch kế hoạch tại Đức thừa nhận rằng cần thiết phải đánh chiếm pháo đài Eben-Emael nếu muốn đột phá vào sâu trong lãnh thổ Bỉ. Họ quyết định triển khai các lực lượng không vận (Fallschirmjäger) để đổ bộ tại xung quanh pháo đài bằng tàu lượn.
Sau khi sử dụng loại thuốc nổ đặc biệt (và súng phun lửa) để vô hiệu hoá hệ thống phòng thủ, lực lượng Fallschirmjäger đã tiến vào trong pháo đài, đánh tan quân phòng thủ Bỉ là sư đoàn bộ binh số 7, thuộc Quân đoàn I Bỉ trong 24 tiếng đồng hồ. Phòng tuyến chính của người Bỉ thế là bị chọc thủng và bộ binh thuộc tập đoàn quân số 18 Đức đã nhân cơ hội nhanh chóng tràn qua. Ngoài ra, bộ binh Đức còn thiết lập một số đầu cầu bắc qua kênh đào Albert trước khi người Anh có thể tới nơi vào hoảng 48 giờ sau. Lực lượng Chasseurs Ardennais ở xa hơn về phía nam, theo mệnh lệnh của chỉ huy, đã rút qua sông Meuse và phá sập một số cây cầu trên đường rút của họ.

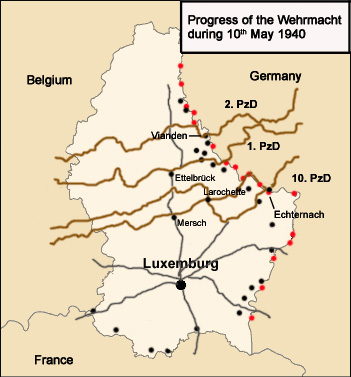
Chiến dịch Niwi được lên kế hoạch nhằm mở đường tiến quân cho các sư đoàn thiết giáp Panzer tiến qua những con đường giao thông nối giữa Luxembourg–Bỉ

Các hoạt động tấn công của quân không vận Đức còn thành công hơn nữa tại Luxembourg, nơi có 5 tuyến liên lạc bắc qua dẫn vào Pháp. 125 quân tình nguyện thuộc sư đoàn bộ binh số 34 do Wenner Hedderich chỉ huy, đã sử dụng máy bay Fieseler Fi 156 con cò (Störche) để tới mục tiêu và nhanh chóng hoàn thành nhiệm vụ. Tổn thất của Đức tổng cộng là 5 máy bay và 30 người chết.
Với việc pháo đài bị thất thủ, sư đoàn bộ binh số 7 và số 4 Bỉ đã phải đối đầu với viễn cảnh phải giao chiến với đối phương trên một địa hình tương đối bằng phẳng có lợi cho quân thiết giáp. Sư đoàn 7, với các trung đoàn đánh lựu đạn số 2 và 18 trực thuộc cùng với Đội cacbin số 2, đã chiến đấu để giữ vững các vị trí và kìm chân bộ binh Đức tại bờ tây con sông. Các đơn vị chiến thuật Bỉ đã nhiều lần tổ chức phản công. Nổi bật là tại cầu Briedgen, họ đã chiếm lại được cây cầu và phá sập nó. Tại các điểm khác, ở Vroenhoven và Veldwezeltz, quân Đức đã có thời gian để thiết lập những đầu cầu vững chắc và đẩy lùi được các cuộc phản công.
Một chiến dịch không vận nhỏ thứ ba ít được biết đến, chiến dịch Niwi, cũng được tiến hành ngày 10 tháng 5 tại miền nam nước Bỉ. Mục tiêu của chiến dịch là phải đổ bộ 2 đại đội thuộc tiểu đoàn số 3 trung đoàn bộ binh Großdeutschland bằng máy bay Fi 156 tại các địa phương thuộc Bỉ là Nives và Witry, nhằm dọn đường cho cuộc hành quân của Sư đoàn Thiết giáp số 1 và 2 vốn đang tiến quân qua vùng Ardennes thuộc Bỉ-Luxembourg. Kế hoạch ban đầu định sử dụng máy bay vận tải Junkers Ju 52, nhưng khả năng đổ bộ cự ly ngắn (27 mét) của máy bay Fi 156 đã được xem là thích hợp hơn. Nhiệm vụ của chiến dịch này là:
1. Cắt đứt liên lạc tín hiệu và liên lạc thư tín trên các đoạn đường nối giữa Neufchateau–Bastogne và Neufchateu–Martelange. [Neufchateau là thành phố lớn nhất ở miền nam Bỉ]
2. Ngăn chặn các nguồn dự trữ của Bỉ tiếp cận khu vực Naufchateau

3. Tạo điều kiện thuận lợi cho việc chiếm giữ các công sự bê tông ngầm và cho cuộc tiến quân bằng cách tạo áp lực lên tuyến công sự dọc theo biên giới từ phía sau lưng.
Bộ binh Đức đã giao chiến với những đội quân tuần tiễu Bỉ được trang bị xe thiết giáp T-15. Nhiều cuộc phản công của Bỉ đã bị bẻ gãy, trong đó có cuộc tấn công của sư đoàn bộ binh hạng nhẹ số 1. Đức tiếp tục phải đối mặt với một cuộc phản công khác sau đó vào buổi tối trong tình trạng không được hỗ trợ của các đơn vị thuộc sư đoàn kỵ binh số 5 của Pháp do tướng Charles Huntziger phái đến từ tập đoàn quân số 2, với một lực lượng xe tăng lớn. Quân Đức buộc phải rút lui. Thế nhưng người Pháp lại thất bại trong việc truy kích quân Đức đang tháo chạy, và dừng lại trước một rào chán ngụy trang. Đến sáng hôm sau, Sư đoàn Thiết giáp số 2 Đức tới nơi và nhiệm vụ như vậy về cơ bản đã hoàn thành. Tuy nhiên, xét tiến độ hành quân của Đức thì chiến dịch này gây cản trở nhiều hơn là trợ giúp cho Quân đoàn Thiết giáp Panzer của tướng Heinz Guderian. Trung đoàn Großdeutschland đã chặn các con đường lớn, và dựa vào ưu thế về lực lượng mà ngăn cản quân tiếp viện Pháp tiến tới biên giới Pháp–Bỉ-Luxembourg, nhưng cũng phá huỷ luôn hệ thống liên lạc điện thoại của Bỉ. Điều đó vô tình khiến cho Bộ tư lệnh Bỉ không thể triệu hồi các đơn vị đóng dọc theo biên giới. Sư đoàn bộ binh hạng nhẹ số 1 Bỉ không nhận được lệnh rút lui và đã chiến đấu kịch liệt với quân thiết giáp Đức, làm chậm đà tiến quân của họ.
Thất bại của các lực lượng Bỉ–Pháp trong việc phòng giữ khe hở Ardennes đã dẫn đến một tại hoạ chết người. Quân đội Bỉ rút lui một phần, đã phá huỷ và ngăn chặn mất các tuyến đường hành quân lên hướng bắc về phía Namur và Huy của các đơn vị thuộc tập đoàn quân số 2 Pháp. Không còn gặp trọng tâm đề kháng nào, công binh xung kích Đức đã dọn sạch các chướng ngại vật mà không bị kháng cự. Sư đoàn bộ binh hạng nhẹ Ardennes tinh nhuệ của Bỉ đã giao chiến với quân thiết giáp Đức ở Bodange, tại đó Sư đoàn Thiết giáp số 1 bị cầm chân tổng cộng trong suốt 8 tiếng đồng hồ. Trận đánh này là kết quả của một sai sót trong thông tin liên lạc và diễn ra trái với ý định tác chiến của quân đội Bỉ.

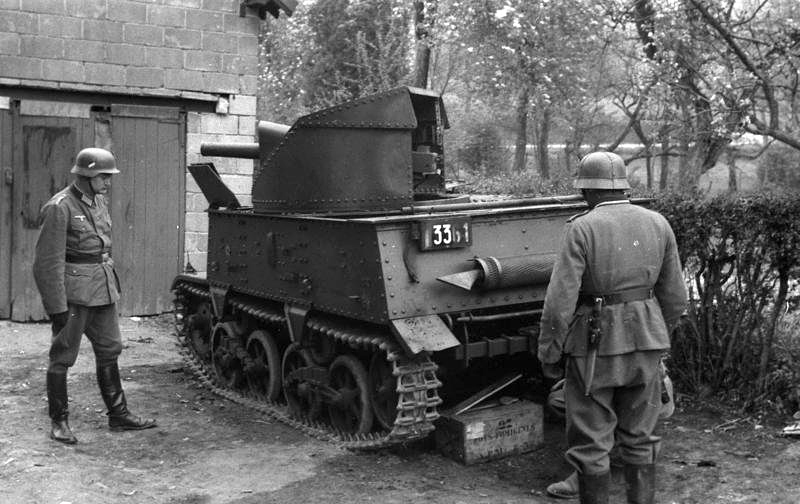
Một chiếc xe tăng AMC 35 của Bỉ bị bỏ lại tháng 5 năm 1940

Trong lúc này, tại miền trung nước Bỉ, thất bại trong việc tái lập mặt trận bằng phương pháp tấn công trên bộ, người Bỉ đã thử ném bom các cây cầu và các vị trí mà đã bị quân Đức chiếm được nguyên vẹn và đang đóng giữ trong ngày 11 tháng 5. Một phi đội không xác định rõ tên đã cố gắng làm nhiệm vụ này đã bị mất 11 trong tổng số 12 máy bay trong khi tác chiến. Chiến dịch không quân của Đức với mũi nhọn là Không đoàn Tiêm kích 26 (Jagdgeschwader 26) do Hans-Hugo Witt chỉ huy, đã tiến hành 82 phi vụ trong các trận giao chiến trên không các ngày 11–13 tháng 5. Tuy bề ngoài phần thắng thuộc về các đơn vị tiêm kích Đức, nhưng cuộc không chiến vẫn chưa ngã ngũ. Sáng ngày 11 tháng 5, 10 máy bay Junkers Ju 87 (Stukas) thuộc Không đoàn Ném bom Stuka 2 (Sturzkampfgeschwader 2) đã bị bắn hạ khi đang tấn công các lực lượng Bỉ tại khu vực giữa Namur–Dinant, mặc dù lúc đó có mặt thêm 2 không đoàn khác là Jagdgeschwader 27 và Jagdgeschwader 51. Tuy nhiên ở miền bắc nước Bỉ người Đức báo cáo lại rằng sự chống cự trên không của Đồng Minh tại đây cho đến ngày 13 tháng 5 là rất yếu ớt.
Trong đêm ngày 11 tháng 5, sư đoàn bộ binh số 3 của Anh dưới quyền tướng Bernard Montgomery đã tới vị trí định trước của nó tại Leuven trên sông Dyle. Sư đoàn bộ binh số 10 Bỉ đóng giữ vị trí này đã nhầm lẫn quân Anh với lính dù Đức và tấn công họ. Người Bỉ sau đó từ chối việc bàn giao vị trí nhưng Montgomery đã nhận tự đặt mình dưới quyền chỉ huy của lực lượng Bỉ, và biết rằng khi quân Đức tiến vào trong tầm pháo binh người Bỉ sẽ rút lui.
Alan Brooke, tư lệnh quân đoàn II Anh đã tìm cách đặt vấn đề hợp tác nghiêm túc với vua Leopold. Quốc vương đã thảo luận với Brooke, và ông ta cảm thấy có thể đạt được thỏa hiệp. Nhưng Van Overstraeten, cố vấn quân sự của quốc vương, đã can thiệp vào và nói rằng sư đoàn bộ binh số 10 Bỉ không thể bị di chuyển. Thay vào đó, người Anh sẽ hành quân xa hơn về phía nam và tránh xa Brussels. Brooke nói với Quốc vương rằng sư đoàn 10 Bỉ đóng bên phía bất lợi của tuyến Gamelin và ở vào vị trí rất trống trải. Leopold đã nghe theo cố vấn và tham mưu trưởng của mình. Brooke thấy rằng Overstaeten không biết gì về tình hình và bố trí của Lực lượng Viễn chinh Anh. Với sườn trái quân đội dựa vào đồng minh Bỉ, người Anh giờ bắt đầu hoang mang trước khả năng quân sự của Bỉ.
Phe Đồng Minh còn có nhiều vấn đề nghiêm trọng hơn là đã có những lời than phiền rằng hệ thống chống tăng của Bỉ dọc tuyến Dyle, bao bọc khe hở Namur–Perwez không có các chướng ngại vật thiên nhiên bảo vệ. Chỉ một vài ngày trước cuộc tấn công, Tổng hành dinh đã phát hiện ra rằng người Bỉ đặt tuyến phòng thủ chống tăng của họ (hệ thống phòng thủ de Cointet) cách xa nhiều dặm về phía đông sông Dyle giữa Namur–Perwez.
Sau khi chống giữ trên bờ tây kênh đào Albert gần 36 tiếng đồng hồ, các sư đoàn bộ binh số 7 và số 4 của Bỉ đã phải rút lui. Việc mất pháo đài Eben-Emael đã để cho các quân đoàn thiết giáp Panzer thuộc tập đoàn quân số 6 Đức tràn qua. Các sư đoàn Bỉ phải lựa hoặc là rút lui hoặc bị bao vây. Quân Đức đã tiến quân qua Tongres và giờ ở vào thế có thể quét sạch phía nam Namur, đe dọa bao bọc toàn bộ khu vực kênh đào Albert cũng như vị trí Liege. Trước tình hình này, 2 sư đoàn này đã rút lui. Đêm ngày 11 tháng 5, Bộ tư lệnh Bỉ rút lực lượng của mình ra sau tuyến Namur–Antwerp. Ngày hôm sau, Tập đoàn quân số 1 Pháp đã tới gần Gembloux, sát Hannut, phòng giữ "khe hở Gembloux", một khu vực địa hình bằng phẳng, không có các vị trí đã được chuẩn bị hay củng cố.
Tập đoàn quân số 7 Pháp, trên cánh bắc của tuyến phòng thủ Bỉ, bảo vệ theo trục Bruges–Ghent–Ostend và các cảng biển Manche, đã tiến vào Bỉ và Hà Lan thật nhanh. Họ đã tới Breda, Hà Lan ngày 11 tháng 5. Nhưng lính dù Đức đã chiếm cây cầu Moerdijk bắc qua sông Hollands Diep, chia cắt Hà Lan ra làm 2 phần. Quân đội Hà Lan rút lên phía bắc về Rotterdam và Amsterdam, không còn khả năng kết hợp với Pháp được nữa.
Tập đoàn quân số 7 Pháp tiếp tục tiến về phía đông và đụng độ Sư đoàn Thiết giáp số 9 tại Tilburg, cách phía đông Breda khoảng 20 km. Trận chiến kết thúc với việc quân Pháp phải về rút lui trước các cuộc không kích của Luftwaffe để về phòng thủ Antwerp, Bỉ. Không quân Đức tập trung tấn công mũi nhọn tiến vào Hà Lan của tập đoàn quân số 7 Pháp vì nó đe dọa đến đầu cầu Moerdijk. Không đoàn Ném bom 40 và 54 được hỗ trợ máy bay Ju 87 từ Quân đoàn Không quân số 8 Đức (VIII. Fliegerkorps) đã đẩy lùi được mũi nhọn này. Nỗi lo sợ về việc quân tiếp viện của Đồng Minh sẽ tới Antwerp đã buộc Luftwaffe phải khống chế cửa sông Scheldt. Không đoàn Ném bom 30 đã ném bom đánh chìm 2 pháo hạm và 3 khu trục hạm Hà Lan, đồng thời đánh hỏng nặng 2 khu trục hạm của Hải quân Hoàng gia Anh. Nhưng toàn bộ cuộc oanh tạc nói chung chỉ đạt kết quả hạn chế.

### Từ 12 đến 14 tháng 5: Chiến sự tại đồng bằng trung tâm nước Bỉ

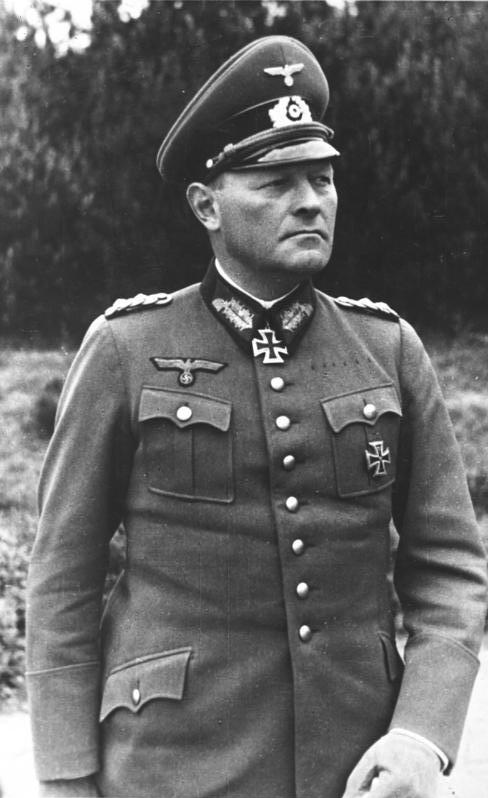
Tướng Hoepner tư lệnh quân đoàn XVI trong trận Hannut và cuộc tấn công khe hở Gembloux

Trong đêm 11 sáng ngày 12 tháng 5, người Bỉ đã tiến hành rút lui toàn diện về tuyến Dyle, sau khi hoàn tất công cuộc phá hủy đường sá và cho hậu quân bảo vệ hai bên thành phố Tongeren.
Sáng ngày 12, vua Bỉ Leopold III, Đại tướng van Overstraeten, Édouard Daladier, tướng Alphonse Georges (tư lệnh cụm tập đoàn quân Đồng Minh thứ nhất, bao gồm Lực lượng Viễn chinh Anh và các tập đoàn quân số 1, 2, 7, và 9 của Pháp), tướng Gaston Billotte (điều phối viên của quân Đồng Minh) và tướng Henry Royds Pownall (tham mưu trưởng của Huân tước Gort – tổng tư lệnh quân viễn chinh Anh) đã họp hội nghị quân sự ở gần Mons. Họ đạt được thoả thuận nhất trí là quân đội Bỉ sẽ giữ vững tuyến Antwerp–Leuven, trong khi các đồng minh sẽ chịu trách nhiệm phòng thủ vùng cực bắc và nam của nước Bỉ.
Quân đoàn III của Bỉ, với các đơn vị trực thuộc là lực lượng Chasseurs Ardennais số 1, các sư đoàn bộ binh số 1 và 2 đã rút lui khỏi Liege để tránh bị bao vây. Trung đoàn Pháo đài Liege ở lại phía sau để phá hoại các tuyến liên lạc của đối phương. Xa hơn nữa về phía nam, pháo đài Namur được phòng giữ bởi quân đoàn VII Bỉ bao gồm sư đoàn bộ binh số 8 và lực lượng Chasseurs Ardennais số 2 cùng với sư đoàn bộ binh số 12 của Pháp, đã tiến hành nhiều hoạt động cầm chân đối phương và tham gia tích cực vào công tác phá hoại trong khi phòng giữ các vị trí.
Người Bỉ đã hoàn thành nhiệm vụ riêng của mình là phòng giữ kênh đào Liege–Albert đủ lâu để cho các lực lượng Đồng Minh kịp đến chiếm cứ tuyến Namur–Antwerp–Givet. Trong toàn bộ giai đoạn còn lại của chiến dịch, Bỉ đã tiến hành phối hợp các hoạt động quân sự theo đúng kế hoạch chung của Đồng Minh.
Trong khi các đơn vị hậu tập của Bỉ thi hành nhiệm vụ của mình thì quân Bỉ đóng tại tuyến Dyle cũng hoạt động không mệt mỏi nhằm củng cố các vị trí phòng thủ ở khe hở Leuven–Antwerp. Trung đoàn Thám báo số 2 và đơn vị cacbin đi xe đạp số 2 thuộc sư đoàn kỵ binh số 2 Bỉ đã yểm trợ cho cuộc rút lui của các sư đoàn số 7 và 4 của Bỉ và tỏ ra đặc biệt xuất sắc trong các trận đánh tại Tirlemont và Haelen.
Sau cuộc rút lui về phòng tuyến chính, với việc hiện giờ đã có quân Anh và Pháp tới hỗ trợ, vua Leopold đã đưa ra bản tuyến bố sau nhằm nâng cao tinh thần đất nước sau thất bại tại kênh đào Albert:
| “           | Hỡi các binh sĩ Quân đội Bỉ, trước một cuộc tấn công dữ dội bất ngờ chưa từng thấy, đã phải chống cự trước những lực lượng được trang bị tốt hơn và có ưu thế về không quân đáng sợ, đã có ba ngày chiến đấu rất khó khăn, mà thành công của họ có ý nghĩa vô cùng quan trọng đối với diễn biến chung của cuộc chiến và kết quả của chiến tranh. Những hoạt động này đòi hỏi tất cả chúng ta – cả sĩ quan và dân chúng – phải nỗ lực đặc biệt, liên tục cả ngày và đêm, cho dù tinh thần bị thử thách đến mức giới hạn khi phải chứng kiến sự tàn phá do bọn xâm lược tàn bạo gây ra. Cho dù thử thách này có thể sẽ rất khốc liệt, bạn cũng sẽ phải dũng cảm vượt qua nó. Tình thế của chúng ta đang cải thiện từng giờ; đội ngũ của chúng ta đang dần tập hợp. Trong những ngày khó khăn phía trước, các bạn sẽ tập trung mọi sức lực, các bạn sẽ thực hiện mọi sự hy sinh, để đánh lui cuộc xâm lăng. Cũng như năm 1914 trên sông Yser, nay các đội quân Pháp và Anh đang trông chờ vào các bạn: an toàn và danh dự của đất nước đang nằm trong tay các bạn. | ” |
| — Leopold., | |   |

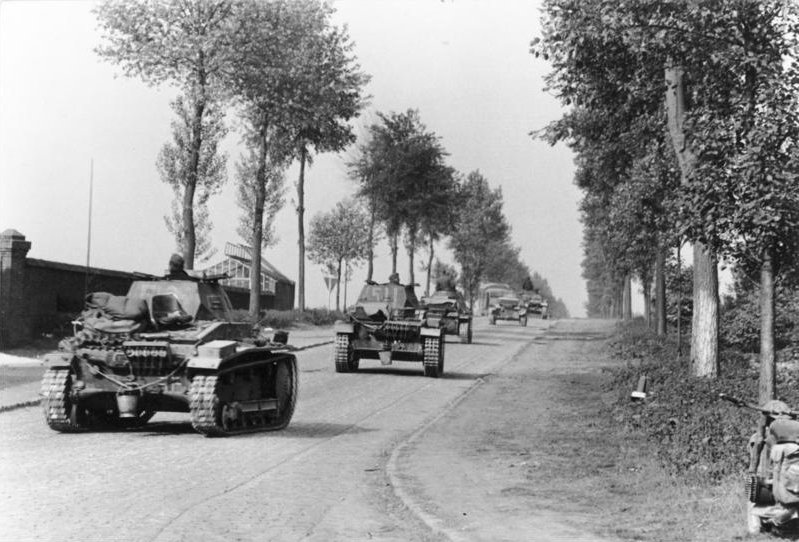
Xe tăng Đức tại miền Tây nước Bỉ, tháng 5 năm 1940

Đối với quân Đồng Minh, đặc biệt là Anh và Pháp, thất bại của người Bỉ trong việc phòng giữ biên giới phía đông (mà họ cho rằng sẽ có thể cầm cự trong 2 tuần) đã gây thất vọng lớn. Bộ tham mưu Đồng Minh chủ trương tránh một đánh giao chiến cơ động khi không có hệ thống phòng thủ cố định mạnh mà rút lui và hy vọng sự kháng cự của quân Bỉ sẽ cho họ đủ thời gian tạo lập một phòng tuyến mới. Tuy vậy, thời gian tạm lắng ngắn ngủi tại mặt trận Dyle trong ngày 11 tháng 5 cũng đã cho quân đội Đồng Minh đủ thời gian để vào vị trí kịp lúc cuộc tấn công lớn đầu tiên bắt đầu ngày 12 tháng 5. Kỵ binh Đồng Minh tới nơi trước còn bộ binh và pháo binh đến mặt trận chậm hơn bằng đường xe lửa. Cụm tập đoàn quân số 1 Đồng Minh và Quân đội Bỉ đã có được ưu thế áp đảo về số lượng và hoả lực so với tập đoàn quân số 6 (Đức) của Walther von Reichenau, mặc dù họ không biết điều này.
Sáng ngày 12 tháng 5, đáp lại yêu cầu người Bỉ, Không quân Hoàng gia Anh và Không quân Pháp (Armée de l'Air) đã tiến hành nhiều cuộc không kích tại Maastricht và các cây cầu bắc qua sông Meuse nhằm ngăn cản các lực lượng Đức tràn vào lãnh thổ Bỉ. 74 lần xuất kích đã được không quân Đồng Minh thực hiện kể từ ngày 10 tháng 5. Đến ngày 12 tháng 5, 11 trong số 18 máy bay ném bom Breguet 693 của Pháp đã bị bắn hạ. Lực lượng không quân xung kích của RAF, lực lượng ném bom mạnh nhất của phe Đồng Minh, bị giảm từ 135 xuống còn 72 máy bay tính đến ngày 12 tháng 5. Trong 24 tiếng đồng hồ tiếp theo nhiệm vụ này đã phải hoãn lại do tuyến phòng thủ phòng không và tiêm kích của Đức quá mạnh.
Kết quả của cuộc không kích không được xác định rõ ràng. Bản tóm tắt tình hình trong nhật ký chiến trường của quân đoàn XIX Đức lúc 20h00 ngày 14 tháng 5 có ghi: 
| “ | Cây cầu phao ở Donchery vẫn chưa thể hoàn thành do hoả lực pháo binh mạnh bên sườn và những cuộc ném bom kéo dài tại vị trí cây cầu ... Suốt ngày cả ba sư đoàn đã phải chịu đựng các cuộc không kích liên tục — đặc biệt là tại các điểm vượt và chuyển tiếp. Sự bảo vệ của máy bay chiến đấu không được đầy đủ. Đề nghị [về việc tăng cường sự bảo vệ của lực lượng tiêm kích] vẫn không được đáp ứng. | ” |
| — | |   |

Trong các hoạt động của Luftwaffe, có một điểm lưu ý về "hoạt động mạnh mẽ của các máy bay tiêm kích đối phương mà qua đó hoạt động trinh sát tỉ mỉ của chúng ta bị cản trở đặc biệt nghiêm trọng". Thế nhưng, sự bảo vệ không đầy đủ đó đã che giấu khiến cho các máy bay ném bom của RAF không biết được thực lực của đối phương tại khu vực mục tiêu. Tổng cộng, trong số 109 máy bay Fairey Battle và Bristol Blenheim tham gia tấn công các đội hình và hệ thống liên lạc của Đức tại khu vực Sedan, có 45 chiếc bị mất. Đến ngày 15 tháng 5, các cuộc ném bom ban ngày buộc phải bị hạn chế. Chỉ có 23 máy bay được huy động và 4 chiếc trong số đó không quay về. Tương tự, do sự hiện diện của lực lượng tiêm kích Đồng Minh, nhật ký chiến trường của quân đoàn XIX Đức đã ghi: "Quân đoàn không thể tự động duy trì lâu hơn nữa các hoạt động trinh sát tầm xa ... [Các phi đội trinh sát] không còn có thể tiếp tục tiến hành các hoạt động trinh sát mạnh mẽ và rộng lớn, một khi mà, do những thiệt hại, hơn một nửa các máy bay của họ giờ không thể hoạt động."
Trận giao chiến nghiêm trọng nhất nổ ra ngày 12 tháng 5 năm 1940 là mở màn của trận Hannut (12–14 tháng 5). Trong khi Cụm Tập đoàn quân A của Đức tiến quân qua vùng Ardennes thuộc Bỉ, thì tập đoàn quân số 6 thuộc Cụm Tập đoàn quân B liền mở một chiến dịch tấn công nghi binh tại khe hở Gembloux. Đây là một vị trí thuộc vùng đồng bằng Bỉ, một khoảng trống không được gia cố, không có công sự phòng thủ nằm trên tuyến phòng thủ chính của người Bỉ. Khe hở này kéo dài từ phía nam đoạn cuối tuyến Dyle tại Wavre đến Namur ở phía nam, khoảng từ 20 đến 30 km. Sau khi đánh chiếm được Maastricht và phá vỡ tuyến phòng thủ tại Liege, buộc quân đoàn I của Bỉ phải rút lui, quân đoàn Thiết giáp-Cơ giới XVI thuộc tập đoàn quân số 6 dưới quyền chỉ huy của Erich Hoepner, bao gồm các Sư đoàn Thiết giáp số 3 và số 4, đã tấn công khu vực này, nơi mà quân Pháp đã suy đoán sai lầm là mũi tấn công chính của Đức.
Khe hở Gembloux được phòng thủ bởi tập đoàn quân số 1 Pháp, với 6 sư đoàn tinh nhuệ trong đó có các sư đoàn cơ giới hạng nhẹ (Division Légère Mécanique, hay DLM) số 2 và số 3. Quân đoàn Kỵ binh Prioux, do tướng Rene-Jacques-Adolphe Prioux chỉ huy, sẽ tiến quân 30 km qua phía đông phòng tuyến nhằm che giấu cho cuộc hành quân. Các sư đoàn thiết giáp số 1 và 2 của Pháp sẽ di chuyển sau lưng tập đoàn quân số 1 để đảm bảo chiều sâu chiến lược phía sau trận tuyến phòng thủ chủ yếu. Quân đoàn Kỵ binh Prioux, tương đương với một quân đoàn thiết giáp Đức, sẽ đến chiếm giữ tuyến phòng thủ theo trục Tirlemont–Hannut–Huy. Kế hoạch tác chiến yêu cầu quân đoàn này phải ngăn cản cuộc tiến quân của Đức vào khe hở Gembloux và Hannut cho đến khi các đơn vị bộ binh và thiết giáp kịp đến khu vực này.
Quân đoàn Thiết giáp Panzer của Hoepner và kỵ binh của Prioux đã chạm trán tại gần Hannut, Bỉ, ngày 12 tháng 5. Trái với niềm tin phổ biến lúc đó, lần này quân Đức không có được ưu thế về số lượng đối với Pháp. Số liệu phổ biến là có 623 xe tăng Đức và 415 xe tăng Pháp được huy động. Trong đó, Sư đoàn Thiết giáp số 3 và 4 của Đức lần lượt có 280 và 343 xe tăng. Sư đoàn cơ giới hạng nhẹ số 2 và 3 Pháp ước tính có 239 xe tăng hạng nhẹ Hotchkiss H35 và 176 chiếc loại Somua. Hỗ trợ cho lực lượng này là một số lớn đáng kể xe tăng Renault R35 trong Quân đoàn Kỵ binh. R35 có chất lượng nhỉnh hơn hay ít ra là cũng bằng với xe tăng Panzer I và Panzer II về điều kiện trang bị. Điều này cũng đúng với toàn bộ 90 xe thiết giáp Panhard 178 của quân đội Pháp. Súng lớn 25 li của nó có thể xuyên thủng lớp giáp của xe tăng Panzer IV. Nói riêng về những xe tăng còn đủ khả năng chiến đấu và sống sót sau một cuộc chạm súng tăng-chống-tăng thì Đức chỉ có 73 xe tăng Panzer III và 52 chiếc Panzer IV. Pháp có 176 chiếc SOMUA và 239 xe tăng hạng nhẹ Hotchkiss. Chiếm hầu hết số xe tăng Đức là 486 chiếc Panzer I và II, mà khả năng chiến đấu rất "đáng ngờ" với những tổn thất chúng đã gặp phải trong chiến dịch tại Ba Lan.
Trong trận đánh này các lực lượng Đức liên lạc với nhau bằng thiết bị radio và nhờ đó họ có thể bất ngờ thay đổi trọng điểm tấn công chính. Người Đức cũng đã triển khai chiến thuật binh chủng kết hợp, trong khi Pháp vẫn cho áp dụng chiến thuật cứng nhắc thời Chiến tranh thế giới thứ nhất. Xe tăng Pháp không được trang bị radio và thường các viên chỉ huy vẫn phải xuống xe để truyền mệnh lệnh tới những xe tăng khác. Rõ ràng là người Pháp bị thua kém về mặt chiến thuật. Mặc dù xe tăng Đức bị bất lợi về lớp vỏ thiết giáp, họ vẫn giành được ưu thế trong cuộc chiến sáng ngày 12 tháng 5, và bao vây nhiều tiểu đoàn quân Pháp. Nhưng sau đó lực lượng chiến đấu của sư đoàn cơ giới hạng nhẹ số 2 Pháp đã xoay xở phá vòng vây và giải cứu được các đơn vị bị vây. Trái ngược với các báo cáo của Đức, người Pháp đã giành thắng lợi trong ngày hôm đó, ngăn không cho quân Đức tiến hành đột phá tới Gembloux hay đánh chiếm Hannut. Kết quả của trận chiến trong ngày thứ nhất là:
| “ | Các xe tăng hạng nhẹ của Đức đã phải chịu tác động thê thảm. Hầu như mọi vũ khí của Pháp từ cỡ 25 li trở lên đều xuyên thủng được lớp giáp 7-13 li của xe tăng Panzer I. Mặc dù xe Panzer II chống cự có phần tốt hơn, đặc biệt là những chiếc đã được nâng cấp lớp giáp kể từ chiến dịch Ba Lan, nhưng thiệt hại vẫn là quá lớn. Thất bại hoàn toàn của các tiểu đội xe tăng Panzer hạng nhẹ trước các cỗ máy thiết giáp hạng nặng của Pháp đã khiến một số bọn họ đã phải dùng đến những biện pháp liều lĩnh. Có một báo cáo đã kể về một viên chỉ huy thiết giáp Đức đã cố thử trèo lên một chiếc Hotchkiss H-35 với một cái búa, có lẽ là để đập vỡ kính ngắm của xe, nhưng lại ngã xuống và bị xích xe tăng nghiền nát. Hiển nhiên là đến cuối ngày, Prioux có lý do để cho rằng những chiếc xe tăng của ông đã thoát khỏi khó khăn một cách xuất sắc. Chiến trường xung quanh Hannut la liệt xe tăng bị đánh hỏng hay bị phá huỷ – phần lớn là xe tăng Panzer Đức - hầu hết trong số chúng là loại Panzer I và II. | ” |
| — | |   |

Đến ngày hôm sau, 13 tháng 5, tình thế lại đảo ngược do việc triển khai chiến thuật yếu kém của quân Pháp. Họ đã kéo giãn lực lượng thiết giáp của mình ra thành một tuyến mỏng giữa Hannut và Huy mà không có tính phòng thủ chiều sâu, đi ngược lại mục đích đầu tiên khi đem quân thiết giáp Pháp ra lấp điểm yếu tại Gembloux. Điều này đã cho Hoepner cơ hội để tập trung quân đi tấn công riêng lẻ vào sư đoàn cơ giới hạng nhẹ số 3 Pháp và đột phá được tại khu vực đó. Ngoài ra, việc không có quân dự bị phía sau mặt trận đã khiến cho người Pháp không có cơ hội để tiến hành phản công. Thắng bại đã rõ khi Quân đoàn Thiết giáp Panzer bọc sườn sư đoàn cơ giới hạng nhẹ số 2 Pháp từ bên trái. Quân đoàn III của Bỉ, rút lui từ Liege với ý định yểm trợ cho mặt trận của sư đoàn cơ giới hạng nhẹ số 3 Pháp, nhưng đã bị từ chối.
Trong 2 ngày 12 và 13 tháng 5, theo tính toán thì bên phía Pháp không có phương tiện chiến đấu bọc thép nào của sư đoàn cơ giới hạng nhẹ số 2 bị mất, nhưng sư đoàn số 3 lại thiệt 75 chiếc Hotchkiss và 30 xe tăng SOMUA. Quân Pháp vô hiệu hóa được 160 xe tăng Đức, chủ yếu là công của sư đoàn cơ giới 3. Nhưng do triển khai trận tuyến không hợp lý đã để cho phía Đức có cơ hội đột phá tại một điểm, như vậy họ phải rút lui toàn diện khỏi chiến trường, và người Đức sau đó đã tu sửa lại được gần 3/4 số xe tăng bị hỏng: có 49 xe bị phá hủy hoàn toàn và 111 chiếc được sửa chữa. Quân Đức có 60 người chết và 80 bị thương. Xét riêng thiệt hại trên chiến trường thì trận chiến xe tăng tại Hannut có kết quả là quân Pháp hạ được 160 xe tăng Đức và trong khi chịu mất 105 chiếc. Prioux đã hoàn thành nhiệm vụ chiến thuật của mình và rút lui.
Hoepner truy kích quân Pháp và do nóng vội, ông ta đã không đợi để tập trung với các sư đoàn bộ binh, mà thay vào đó tiếp tục truy kích và không cho Pháp thời gian để kịp thiết lập một phòng tuyến liên kết chặt chẽ. Quân Đức đuổi theo đối phương đến Gembloux. Quân đoàn Thiết giáp Panzer xông vào đội hình quân địch đang rút lui và giáng cho họ những tổn thất nặng nề. Trong trận này pháo binh Pháp đã gặp phải những vấn đề nghiêm trọng. Cự ly giao chiến gần đến nỗi việc bắn yểm trợ cũng trở nên mạo hiểm. Tuy vậy, quân Pháp đang dựng lên những dàn súng chống tăng mới, và Hoepner lại thiếu bộ binh phối hợp nên quân Đức bị buộc phải tấn công trực diện. Sau trận Gembloux 2 sư đoàn thiết giáp Đức báo cáo lại rằng họ bị thiệt hại nặng trong ngày 14 tháng 5 và bị buộc phải đình chỉ cuộc truy kích. Nỗ lực đánh chiếm khe hở Gembloux của Đức đã bị đẩy lùi.
Mặc dù bị thất bại lớn về chiến thuật, nhưng về mặt tác chiến quân Đức và Hoepner đã đánh lạc được hướng chú ý của Cụm Tập đoàn quân số 1 Đồng Minh ra khỏi khu vực hạ Ardennes. Trong quá trình này lực lượng của ông ta đã cùng với Luftwaffe làm suy yếu Quân đoàn Kỵ binh của Prioux. Khi hay tin về cuộc đột phá của Đức tại Sedan, Prioux đã rút khỏi Gembloux. Với việc khe hở Gembloux bị chọc thủng, Quân đoàn Thiết giáp Panzer Đức, gồm Sư đoàn Thiết giáp số 3 và 4, không lâu sau được chuyển sang cho cụm Tập đoàn quân A. Cụm Tập đoàn quân B sẽ tiếp tục cuộc tấn công của mình tại mặt trận Meuse. Hiện giờ cụm tập đoàn quân này đã sẵn sàng tiến về phía tây đến Mons, bọc sườn Lực lượng Viễn chinh Anh và Quân đội Bỉ đang bảo vệ quân khu Dyle–Brussels hoặc quay đầu về phía nam bọc đánh Tập đoàn quân số 9 của Pháp.
Thiệt hại của Đức tại Hannut và Gembloux là rất nặng nề. Cho đến ngày 16 tháng 5, Sư đoàn Thiết giáp số 4 còn lại 137 xe tăng, trong đó chỉ có 4 chiếc Panzer IV. Sư đoàn Thiết giáp số 3 chỉ còn 20-25% lực lượng tác chiến, còn Sư đoàn Thiết giáp số 4 còn 45–50% số xe tăng mà lại không thê sẵn sàng chiến đấu. Những chiếc xe tăng bị thương đã nhanh chóng được sửa chữa, nhưng sức mạnh của chúng lúc đầu bị giảm sút nghiêm trọng.
Tập đoàn quân số 1 Pháp đã cũng tiến hành một cuộc công kích và tuy giành được nhiều chiến thắng phòng ngự chiến thuật nhưng họ buộc phải rút lui trong ngày 15 tháng 5 do những tình hình diễn biến tại những nơi khác, để lại các xe tăng của họ lại chiến trường, trong khi quân Đức có thể tự do phục hồi các xe tăng của mình.

### Từ 15 đến 21 tháng 5: Phản công và rút lui ra bờ biển
Sáng ngày 15 tháng 5, Cụm Tập đoàn quân A của Đức đã phá vỡ tuyến phòng thủ của Pháp tại Sedan và tiến như vũ bão ra phía biển Manche. Quân Đồng Minh buộc phải xem xét đến một cuộc tháo lui toàn diện ra khỏi "cái bẫy" nước Bỉ. Cuộc rút lui này chia làm 3 giai đoạn: đêm 16/17 tháng 5 rút về sông Senne; đêm 17/18 tháng 5 về đến sông Dendre; đêm 18/19 tháng 5 tới sông Scheldt. Người Bỉ bắt buộc phải rút khỏi Brussels, Leuven, và cả tuyến Dyle mà cho đến lúc bấy giờ vẫn trụ vững một cách hiệu quả trước áp lực tấn công của quân Đức.
Quân đội Bỉ, Lực lượng Viễn chinh Anh và tập đoàn quân số 1 của Pháp, theo hiệu ứng domino, đã được lệnh - và cũng do tình thế bắt buộc - phải rút lui trong ngày 16 tháng 5 để tránh bị các lực lượng thiết giáp Đức đang tiến qua vùng Ardennes thuộc Pháp và tập đoàn quân số 6 Đức đang hành quân qua Gembloux đánh kẹp từ hai phía. Quân đội Bỉ lúc này đang cầm chân tập đoàn quân số 14 Đức tại tuyến KW, cùng với tập đoàn quân số 7 Pháp và quân đội Anh. Nếu không có sự sụp đổ của tập đoàn quân số 2 Pháp tại Sedan, người Bỉ đoan chắc rằng họ đã có thể giữ vững phòng tuyến này và chặn được quân Đức.
Tình hình này buộc Pháp và Anh phải rút bỏ tuyến Antwerp–Namur, cùng với các vị trí vững chắc bảo vệ cho các công sự dã chiến tạm thời phía sau sông Scheldt, vốn chưa phải đối mặt với một sự uy hiếp thực tế nào. Ở phía nam, tướng Deffontaine chỉ huy quân đoàn VII Bỉ đã cho quân rút khỏi Namur và Liege, trong khi khu vực pháo đài Liege vẫn chống cự kịch liệt với tập đoàn quân số 6 Đức. Ở phía bắc, tập đoàn quân số 7 Pháp đã dời đến Antwerp sau sự đầu hàng của Hà Lan ngày 15 tháng 5, giờ lại chuyển đi hỗ trợ cho tập đoàn quân số 1 Pháp. Ở hướng trung tâm, quân đội Bỉ và Lực lượng viễn chinh Anh lại không phải chịu nhiều áp lực từ phía Đức. Trong ngày 15 tháng 5, quân khu duy nhất thực sự bị tấn công là quân khu Leuven do sư đoàn 3 Anh phòng giữ. Về sau quân viễn chinh Anh cũng không bị đánh phá gì nhiều trên đường rút lui về sông Scheldt.

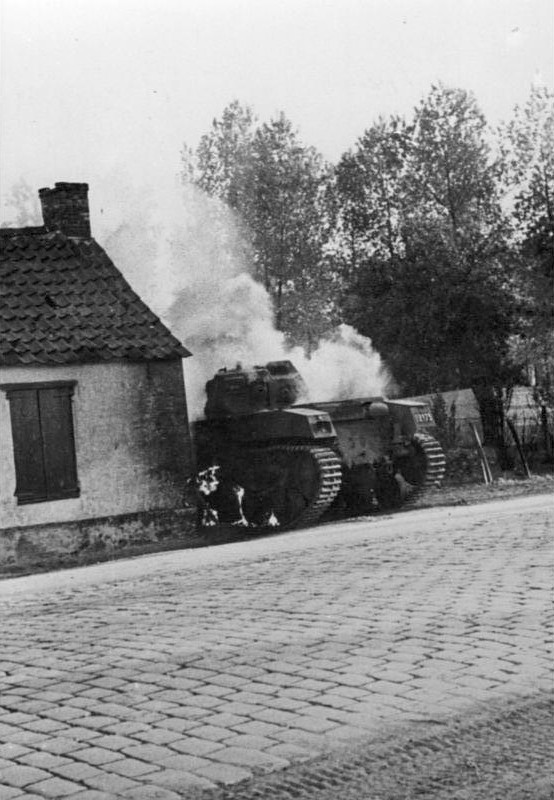
Một chiếc xe tăng AMC 35 của Bỉ bị bắn hỏng trong trận Antwerp, ngày 19 tháng 5 năm 1940

Sau cuộc rút lui của quân đội Pháp ra khỏi các quân khu phía bắc, người Bỉ bị bỏ lại đơn độc trong việc bảo vệ thành phố Antwerp. 4 sư đoàn bộ binh Bỉ (trong đó có sư đoàn bộ binh dự bị số 13 và 17) đã giao chiến với các sư đoàn bộ binh số 208, 225, 526 thuộc tập đoàn quân số 18 của Đức. Quân Bỉ đã bảo vệ thành công phần phía bắc của thành phố, cầm chân các lực lượng bộ binh Đức cho đến khi bắt đầu rút khỏi Antwerp ngày 16 tháng 5. Thành phố bị thất thủ trong các ngày 18/19 tháng 5 sau cuộc kháng cự đáng kể của Bỉ. Ngày 18 tháng 5 người Bỉ nhận được tin rằng pháo đài Marchovelette tại Namur đã thất thủ, sau đó đến lượt pháo đài Suarlee ngày 19, St. Heribert và Malonne ngày 21, Dave, Maizeret và Andoy ngày 23 tháng 5.
Trong các ngày 16–17 tháng 5, quân đội Anh và Pháp đã rút qua kênh đào Willebroek, do lực lượng Đồng Minh tại Bỉ đã bị suy giảm nhiều, và hướng về phía mũi nhọn tấn công của quân thiết giáp Đức đang từ Ardennes đến. Quân đoàn I và V của Bỉ cũng rút về nơi mà người Bỉ gọi là đầu cầu Ghent, phía sau sông Dendre và sông Scheldt. Quân đoàn pháo binh Bỉ và lực lượng pháo binh yểm trợ đã đánh bại các cuộc tấn công của bộ binh Tập đoàn quân 18 Đức và trong một bản thông cáo từ London, người Anh đã thừa nhận rằng "Quân đội Bỉ đã góp phần lớn vào thắng lợi của trận chiến phòng ngự đang diễn ra.
Tuy nhiên, người Bỉ do bị áp đảo về số lượng đã phải bỏ Brussels và chính phủ Bỉ chạy về Ostend. Thành phố bị quân Đức chiếm đóng ngày 17 tháng 5. Sáng sớm ngày hôm sau, tư lệnh quân đoàn XVI Đức Erich Hoepner nhận được lệnh tách Sư đoàn Thiết giáp số 3 và 4 sang cho Cụm Tập đoàn quân A. Như vậy lúc này chỉ còn lại Sư đoàn Thiết giáp số 9 thuộc tập đoàn quân 18 là đơn vị thiết giáp Đức duy nhất trên mặt trận Bỉ.
Đến ngày 19 tháng 5, quân Đức đã tiến gần đến bờ biển nước Pháp. Huân tước Gort nhận ra rằng người Pháp giờ không có cả kế hoạch hành động lẫn lực lượng dự bị và có rất ít hy vọng ngăn cản mũi tiến công của Đức ra eo biển. Gort lo ngại khi thấy Tập đoàn quân 1 Pháp bị suy sụp thành một bầy tàn quân hỗn loạn, sợ rằng quân thiết giáp Đức có thể sẽ xuất hiện bên sườn phải của họ tại Arras hay Péronne, tấn công vào các cảng ở Calais hay Boulogne hoặc đánh ra phía tây bắc vào sườn quân đội Anh. Tình thế của họ tại Bỉ bị đe dọa nghiêm trọng, Lực lượng Viễn chinh Anh đã xem xét đến việc rời bỏ nước Bỉ và rút về Ostend, Bruges hay Dunkirk, nằm sâu từ 10 đến 15 km trong biên giới Pháp.
Đề xuất về một cuộc rút lui chiến lược của Anh ra khỏi lục địa đã bị Nội các Chiến tranh và Tham mưu trưởng Bộ Tổng tham mưu đế quốc Anh (CIGS) bác bỏ. Họ phái Tướng Ironside đi ra lệnh cho Huân tước Gort tiến hành một cuộc tấn công về phía tây nam "vượt qua mọi trở ngại" để tiếp cận được với "quân chủ lực Pháp" ở phía nam (nhưng thực ra các lực lượng mạnh nhất của Pháp đều đang ở phía bắc). Quân đội Bỉ được đề nghị tham gia kế hoạch, hay nếu họ muốn, Hải quân Hoàng gia Anh sẽ sơ tán giúp những đơn vị mà họ có thể. Nội các Anh quyết định rằng ngay cả khi "cuộc tấn công Somme" diễn ra thành công, một số đơn vị vẫn có thể cần phải sơ tán, và ra lệnh cho Đô đốc Ramsay chuẩn bị sẵn một số lượng lớn tàu bè. Đó chính là sự khởi đầu của chiến dịch Dynamo.
Ironside tới Tổng hành dinh quân đội Anh lúc 6 giờ sáng ngày 20 tháng 5, cùng ngày này mối liên lạc trên lục địa giữa Pháp và Bỉ bị cắt đứt. Khi Ironside thông báo đề nghị của mình cho Gort, Gort trả lời rằng một cuộc tấn công như vậy là bất khả thi. 7 trong số 9 sư đoàn của ông ta đang bận giao chiến trên sông Scheldt và cho dù có thể rút lui được đi nữa thì nó cũng sẽ tạo ra một lỗ hổng giữa quân Anh và Bỉ mà đối phương có thể lợi dụng nó để tiến hành tái bao vây họ. Lực lượng viễn chinh Anh đã hành quân và chiến đấu trong 9 ngày và giờ đã rơi vào tình trạng thiếu đạn dược. Những nỗ lực chính cần phải được người Pháp thực hiện từ phía nam.
Quan điểm của người Bỉ về cuộc tấn công đã được Vua Leopold III xác định rõ ràng. Leopold lo sợ rằng quân đội Bỉ không thể tiến hành các hoạt động tấn công do thiếu xe tăng và máy bay; hiện tại họ chỉ có thể tồn tại duy nhất với việc phòng thủ. Quốc vương cũng xác định rõ ràng rằng các vùng tự do của Bỉ đang thu hẹp nhanh chóng, và chỉ còn lại đủ lương thực cho 2 tuần lễ. Leopold không mong đợi quân Anh sẽ mạo hiểm tình thế của họ để giữ mối liên lạc với Quân đội Bỉ, nhưng ông đã cảnh báo người Anh rằng nếu họ nhất định đòi mở cuộc tấn công xuống phía nam, quân Bỉ sẽ bị kéo giãn và tan vỡ. Vua Leopold đề nghị cho những lực lượng tốt nhất còn trông cậy được thiết lập một vị trí đầu cầu đổ bộ bao quanh Dunkirk và các cảng biển của Bỉ. Cuối cùng quan điểm của CIGS đã thắng thế. Gort cho triển khai 2 tiểu đoàn bộ binh và tiểu đoàn thiết giáp duy nhất của quân đội Anh cho cuộc tấn công, và mặc dù đã đạt được một số thắng lợi chiến thuật ban đầu, họ cuối cùng đã bị thất bại trong việc phá vỡ phòng tuyến Đức tại Arras ngày 21 tháng 5.
Do kết quả của thất bại này, người Bỉ được yêu cầu rút lui về sông Yser để bảo vệ sườn trái và các khu vực sau lưng của Đồng Minh. Cố vấn của Quốc vương, Đại tướng Overstraten nói rằng cuộc hành quân như vậy không thể thực hiện và nó sẽ dẫn quân đội Bỉ đến chỗ tan rã. Người Pháp lại đề xuất một kế hoạch mở thêm những cuộc tấn công khác, theo đó quân Bỉ sẽ lui về sông Leie còn quân Anh rút về đoạn biên giới pháp nằm giữa Maulde và Halluin, tiếp đó người Bỉ sẽ dàn mỏng trận tuyến của họ để giúp có thêm nhiều lực lượng Anh rảnh tay phục vụ cho cuộc tấn công. Tập đoàn quân số 1 Pháp sẽ hỗ trợ thêm 2 sư đoàn tại cánh phải. Leopold không ủng hộ cuộc hành quân đó vì nó sẽ từ bỏ hầu như toàn bộ nước Bỉ, quân đội Bỉ đã kiệt sức, và đó là một nhiệm vụ lớn lao mà có thể phải mất quá nhiều thời gian mới có thể hoàn thành.
Vào lúc này, Bỉ và Anh kết luận rằng nước Pháp đã bị đánh quỵ, và quân đội các nước Đồng Minh trong cái túi tại biên giới Bỉ–Pháp sẽ bị tiêu diệt nếu không kịp hành động. Người Anh, không còn tin tưởng vào Đồng Minh, đã quyết định phải quan tâm đến sự sống còn của riêng Lực lượng viễn chinh Anh.

### Từ 22 đến 28 tháng 5: Những trận đánh cuối cùng

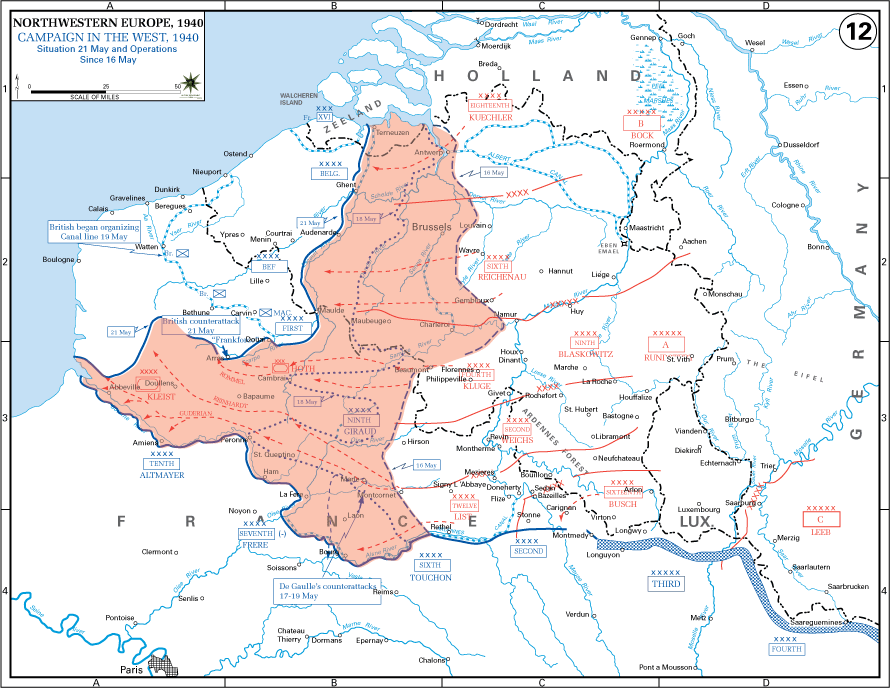
Cuộc tiến quân của Đức ra eo biển Manche đến ngày 21 tháng 5 năm 1940.

Trận tuyến của người Bỉ cho đến sáng ngày 22 tháng 5 đã kéo dài khoảng 90 km. Từ bắc xuống nam, đầu tiên là Quân đoàn kỵ binh Bỉ vẫn đang tiếp tục cuộc tiến quân tại Terneuzen, giờ đang bị dồn sát lại, rồi lần lượt đến quân đoàn V, quân đoàn II, quân đoàn VI, quân đoàn VII và quân đoàn IV Bỉ. Có thêm 2 quân đoàn thuộc binh chủng thông tin đang phòng thủ tại bờ biển. Những đơn vị này giờ là lực lượng chủ yếu kiểm soát trận tuyến phía đông sau khi Anh và Pháp rút lui về phía tây ngày 22 tháng 5 để bảo vệ Dunkirk, vốn không được phòng thủ gì trước cuộc tấn công của Đức. Trận tuyến phía đông giờ vẫn còn nguyên vẹn, nhưng quân Bỉ giờ chỉ còn đóng giữ vị trí kiên cố cuối cùng tại Leie. Quân đoàn I Bỉ, chỉ có 2 sư đoàn không đầy đủ, đã phải giao chiến vất vả trong cuộc chiến và phòng tuyến Bỉ đang ngày một mỏng đi. Trong ngày hôm đó, Winston Churchill đã đến thăm trận địa và thúc giục quân đội Pháp và Anh đột phá từ hướng đông bắc. Ông ta dự đoán rằng Quân đoàn Kỵ binh Bỉ sẽ có thể tham gia cho cuộc tấn công này bên sườn phải. Churchill đã gửi cho Gort thông điệp sau:
1. Quân đội Bỉ sẽ rút về tuyến Yser và trụ vững tại đó, và mở các cửa cống ngăn nước ra.

2. Quân đội Anh cùng với tập đoàn quân số 1 Pháp sẽ tấn công về phía tây nam tại Bapaume và Cambrai trong thời điểm sớm nhất, tức là ngày mai, với khoảng 8 sư đoàn, cùng với Quân đoàn Kỵ binh Bỉ bên sườn phải quân Anh.
Mệnh lệnh này đã bỏ qua việc quân đội Bỉ không thể rút về được sông Yser, và có rất ít cơ hội để cho kỵ binh Bỉ có thể tham gia cuộc tấn công. Kế hoạch để người Bỉ rút lui là hợp lý, với việc sông Yser bao bọc phía đông và phía nam Dunkirk, còn kênh đào La Bassée bao bọc thành phố từ phía tây. Khúc vòng của sông Yser sẽ làm giảm đáng kể khu vực hoạt động của quân Bỉ. Cuộc hành quân đó sẽ từ bỏ Passchendaele và Ypres, và đảm bảo chắc chắn việc chiếm đóng Ostend trong khi thu hẹp lãnh thổ tự do của nước Bỉ xuống còn vài dặm vuông.
Ngày 23 tháng 5, quân Pháp đã cố gắng tiến hành một loạt cuộc tấn công vào phòng tuyến Đức theo trục Ardennes–Calais nhưng không giành được kết quả đáng kể nào có ý nghĩa. Đồng thời, tại mặt trận Bỉ, quân đội Bỉ bị thúc ép phải tiếp tục rút lui, và Đức đã chiếm Terneuzen và Ghent cùng ngày hôm đó. Người Bỉ cũng gặp khó khăn trong việc vận chuyển số lượng dầu, thực phẩm và đạn dược còn lại của mình. Lực lượng Luftwaffe chiếm ưu thế trên không và gây rất nhiều khó khăn cho công tác hậu cần. Hỗ trợ không quân chỉ có thể kêu gọi bằng đường radio, lực lượng RAF thì hoạt động từ các căn cứ tại miền nam nước Anh nên còn khó bắt liên lạc hơn. Người Pháp phản đối việc cho Bỉ sử dụng các căn cứ tại Dunkirk, Bourbourg và Gravelines, vốn ngay từ đầu đã nằm trong sắp xếp của họ. Bỉ buộc phải sử dụng các căn cứ duy nhất còn lại của mình tại Nieuport và Ostend.
Churchill và Maxime Weygand, người đã thay thế chức vụ tư lệnh của Gamelin, vẫn quyết định sẽ phá vở phòng tuyến Đức để cho các lực lượng của họ chạy thoát xuống phía nam. Van Overstraten choáng váng, khi nghe họ bày tỏ ý định này cùng với vua Leopold vào ngày 24 tháng 5. Một khoảng trống nguy hiểm đã bắt đầu xuất hiện giữa quân Anh và Bỉ ở đoạn từ Ypres đến Menen, đang đe dọa đến những gì còn lại của mặt trận Bỉ. Người Bỉ không thể bảo vệ nó, và cuộc hành quân đó sẽ kéo quá căng lực lượng của họ. Không cần bàn bạc với người Pháp hay chờ đợi sự cho phép của chính phủ mình, Huân tước Gort đã ngay lập tức quả quyết ra lệnh cho các sư đoàn bộ binh số 5 và 50 Anh đi lấp lỗ hổng này và hủy bỏ mọi hoạt động tấn công xuống phía nam.
Chiều ngày 24 tháng 5, Von Bock đã tung 4 sư đoàn thuộc tập đoàn quân số 6 của Reichenau tấn công vào vị trí của quân đoàn IV Bỉ tại khu vực Kortrijk thuộc Leie. Quân Đức đã đánh bại sự kháng cự ác liệt của đối phương để vượt sông trong đêm tối và tiến sâu trên một khu vực sâu một dặm, rộng 13 dặm giữa Wervik và Kortrijk. Người Đức, chiếm ưu thế về số lượng và chỉ huy không quân, đã chiến thắng và lập được đầu cầu. Tuy nhiên, người Bỉ cũng đã gây thiệt hại nặng cho quân tấn công Đức và khiến cho họ nhiều phen bị thất bại về chiến thuật. Sư đoàn bộ binh số 1 và số 3 Bỉ, được các sư đoàn bộ binh số 9 và 10 đến tiếp viện, đã nhiều lần tổ chức phản công và xoay xở bắt được 200 tù binh Đức. Pháo binh và bộ binh Bỉ sau đó đã bị không quân Đức công kịch dữ dội và bị đánh bại. Người Bỉ đổ lỗi cho Pháp và Anh là đã không cho không quân đến hỗ trợ. Đầu cầu Đức đã làm lộ ra một cách nguy hiểm sườn phía đông trải rộng về phía nam của sư đoàn bộ binh số 4 thuộc Lực lượng Viễn chinh Anh. Montgomery đã phải phái nhiều đơn vị thuộc sư đoàn bộ binh số 3 (tiểu đoàn bộ binh hạng nặng Middlesex số 1 và số 7, Khẩu đội số 99, trung đoàn chống tăng số 20) đến đây để tăng cường phòng thủ.
Một điểm hạn chế của "Kế hoạch Weygand" và lý lẽ của chính phủ Anh cũng như quân đội Pháp về một mũi nhọn tấn công xuống phía nam là cuộc rút lui của các lực lượng để chuẩn bị cho cuộc tấn công sẽ khiến quân đội Bỉ bị kéo giãn quá mức và khiến cho nó sụp đổ. Cần phải bảo vệ các khu vực đang nằm trong tay Lực lượng Viễn chinh Anh để sau này tiến hành tấn công. Sự sụp đổ đó có thể dẫn đến việc mất các cảng trên eo biển Manche phía sau trận tuyến Đồng Minh, và sau đó là một cuộc bao vây chiến lược toàn diện. Quân đội Anh không thể làm gì hơn để phản công vào sườn trái của von Bock nhằm giảm bớt áp lực cho người Bỉ khi Bock tấn công qua vị trí của Anh tại Kortrijk. Bộ Chỉ huy tối cao Bỉ đã ít nhất 5 lần yêu cầu người Anh tấn công vào sườn trái trống trải của các sư đoàn Đức nằm giữa sông Scheldt và sông Leie để phòng ngừa một thảm họa có thể xảy ra.
Đô đốc Sir Roger Keyes đã gửi thông điệp sau đến cho Tổng hành dinh:
| “              | Van Overstraten đang tha thiết mong đợi cuộc phản công lớn của người Anh, hoặc ở phía bắc hoặc ở phía nam Leie để giúp khôi phục tình hình. Người Bỉ dự đoán sẽ bị tấn công tại mặt trận Ghent vào ngày mai. Quân Đức đã có một đầu cầu bắc qua kênh đào phía tây Eecloo. Không thể đặt vấn đề về cuộc rút lui của Bỉ đến sông Yser. Một tiểu đoàn đang hoạt động tại phía đông bắc Ypres hầu như đã bị xóa sổ trong ngày hôm nay trước đòn tấn công của 60 máy bay. Cuộc rút lui qua những con đường lớn mà không có không quân chiến đấu yểm trợ thích đáng chịu thiệt hại rất lớn. Toàn bộ quân nhu của họ nằm ở bờ đông sông Yser. Họ kiên quyết cho rằng một cố gắng phải được thực hiện để cứu vãn tình hình tại Leie bằng cuộc phản công của Anh mà thời cơ cho việc đó có thể chỉ kéo dài vài tiếng đồng hồ. | ” |
| — Roger Keyes, | |   |

Không một cuộc tấn công nào được tiến hành. Quân Đức đã đưa những lực lượng dự bị mới đến để kiểm soát lỗ hổng Menen–Ypres. Điều này gần như đã cắt lìa người Bỉ ra khỏi quân Anh. Các sư đoàn bộ binh số 6, số 10, số 9 và sư đoàn kỵ binh số 2 Bỉ đã ngăn cản người Đức không thể khoét sâu thêm khe hở này nhưng tình hình vẫn còn rất nguy ngập.
Ngày 26 tháng 5, chiến dịch Dynamo chính thức được mở màn, trong đó một số lượng lớn đạo quân Anh và Pháp đã được sơ tán sang Anh. Cho đến lúc này Hải quân Hoàng gia Anh sơ tán được 28.000 quân vẫn chưa hề tham chiến của Anh. Boulogne thất thủ và Calais cũng cùng chung số phận, chỉ còn lại Dunkirk, Ostend và Zeebrugge là những bến cảng cuối cùng còn đứng vững để phục vụ cho công tác sơ tán. Tuy nhiên, tập đoàn quân số 14 Đức đã để Ostend tồn tại tiếp một thời gian dài. Về phía tây, Cụm Tập đoàn quân A đã tiến đến Dunkirk và chỉ còn cách trung tâm thành phố 6,4 km vào sáng ngày 27 tháng 5, và bến cảng đã nằm trong tầm đạn pháo của Đức.
Tình hình ngày 27 tháng 5 đã có chuyển biến lớn so với 24 giờ trước đó. Quân đội Bỉ đã bị đánh bật ra khỏi tuyến Leie ngày 26 tháng 5, rồi lần lượt Nevele, Vynckt, Thelt và Iseghem thất thủ tại khu vực phía tây và trung tâm của mặt trận Leie. Tại phía đông quân Đúc đã áp sát ngoại ô Bruges, và chiếm được Ursel. Về phía tây, tuyến Menen–Ypres bị phá vỡ tại Kortrijk và giờ quân Bỉ đang dựng lên một tuyến phòng thủ chống tăng với nhiều toa xe lửa trên tuyến Ypres–Passendale–Roulers. Xa hơn về phía tây Lực lượng Viễn chinh Anh cũng bị đẩy lui, phía bắc Lille, quân Pháp vừa vượt qua biên giới giờ gặp nguy hiểm với việc có một khoảng trống đang mở rộng giữa họ và sườn phía nam của Bỉ trên trục Ypres–Lille. Nguy cơ để người Đức tiến đến Dunkirk mà đồng nghĩa với việc mất bến cảng hiện giờ là rất lớn. Quân Anh rút về cảng ngày 26 tháng 5, để hở sườn phía đông bắc của tập đoàn quân số 1 Pháp ở gần Lille. Khi quân Anh rút đi người Đức đã tiến vào khoảng hở này, bao vây phần lớn tập đoàn quân Pháp. Cả Gort và tham mưu trưởng của ông là tướng Henry Pownall đều thừa nhận rằng cuộc rút lui của họ đồng nghĩa với sự hủy diệt của tập đoàn quân số 1 Pháp, và họ đã bị trách cứ về việc này.
Cuộc chiến trong các ngày 26–27 tháng 5 đã đẩy quân đội Bỉ đến bờ vực sụp đổ. Người Bỉ vẫn còn kiểm soát tuyến Ypres–Roulers ở phía tây, và tuyến Bruges–Thelt ở phía đông. Tuy nhiên, ngày 27 tháng 5 mặt trận trung tâm bị phá vỡ tại khu vực Iseghem–Thelt. Giờ thì không còn gì ngăn cản mũi nhọn tấn công của Đức về phía đông chiếm lấy Ostend và Bruges, hay về hướng tây đánh chiếm cảng Nieuport hoặc La Panne, sâu vào sau lưng mặt trận Đồng Minh. Người Bỉ đã thực sự cạn kiệt mọi tiềm lực kháng chiến hiện có. Sự tan rã của quân đội và mặt trận Bỉ đã tạo nên nhiều cáo buộc sai lầm từ phía quân Anh đang rút lui. Thực tế, trong nhiều trường hợp, người Bỉ đã trụ vững sau cuộc rút lui của Anh. Một ví dụ điển hình là tại tuyến Scheldt, họ đã hỗ trợ cho sư đoàn bộ binh số 4 của Anh và cho phép nó rút lui qua đội ngũ của họ. Mặc dù vậy, Gort và cao hơn ông ta là Pownall đã bộc lộ sự khinh miệt bất công đối với người Bỉ. Khi được hỏi liệu lực lượng Bỉ có được sơ tán, Pownall đã gián tiếp trả lời rằng "Chúng tôi không quan tâm cái khỉ gì diễn ra đối với người Bỉ".

### Bỉ đầu hàng
Quân đội Bỉ bị kéo giãn từ Cadzand về phía nam cho đến Menin trên sông Leie, và về phía tây từ Menin tới Bruges mà không có lực lượng dự bị nào. Ngoại trừ vài lần xuất kích hiếm hoi của lực lượng RAF, bầu trời hoàn toàn bị Luftwaffe kiểm soát, và người Bỉ kể lại rằng các cuộc không kích tại tất cả các mục tiêu đều gây ra thương vong lớn. Không còn vật cản tự nhiên nào giữa Bỉ và quân đội Đức, nên việc rút lui là điều không dễ dàng gì. Không quân Đức đã phá hủy hầu hết hệ thống đường sắt dẫn đến Dunkirk, và chỉ còn đúng 3 tuyến đường còn lại: tuyến Bruges–Thourout–Dixmude, tuyến Bruges–Ghistelles–Nieuport, và tuyến Bruges–Ostende–Nieuport. Nhưng cuộc rút lui sẽ không thể tránh khỏi tổn thất nặng nề do ưu thế về không quân của Đức. Nguồn nước dự trữ bị phá hoại nặng và bị cắt đứt, sự tiếp tế gas và điện cũng đã bị cắt. Các con kênh đào bị rút kiệt để dùng làm kho dự trữ tạm thời cho bất kỳ thứ đạn dược và lương thực nào còn lại. Tổng diện tích khu vực còn lại là 1.700 km², thường dân và binh lính chen chúc nhau, với số lượng khoảng 3 triệu người. Trước những tình cảnh như vậy Leopold thấy rằng tiếp tục kháng chiến là vô ích. Tối ngày 27 tháng 5, Leopold đã đề nghị đình chiến.
Cùng ngày hôm đó Churchill đã gửi một thông điệp tới cho Keyes, làm rõ quan điểm của ông ta về đề nghị này:
| “                    | Đại sứ Bỉ tại đây cho rằng quyết định ở lại của Quốc vương là do ông ấy coi như cuộc chiến đã thất bại và dự định sẽ đàm phán hòa bình riêng rẽ. Chính phủ lập hiến Bỉ đã tập hợp trên đất nước ngoài để tách khỏi quyết định này. Ngay cả nếu như quân đội Bỉ hiện tại phải hạ khí giới, vẫn còn 200.000 người Bỉ trong lứa tuổi quân sự tại Pháp, và những tiềm lực lớn hơn mà Bỉ đã có trong năm 1914 để chống lại. Bằng quyết định hiện giờ, Quốc vương đang chia rẽ Đất nước và đặt nó trong sự bảo hộ của Hitler. Xin hãy truyền đạt những suy nghĩ này đến Quốc vương, và tạo cho ông ấy ấn tượng về kết cục thảm khốc đối với Đồng Minh và nước Bỉ theo sự lựa chọn hiện giờ của ông. | ” |
| — Winston Churchill, | |   |

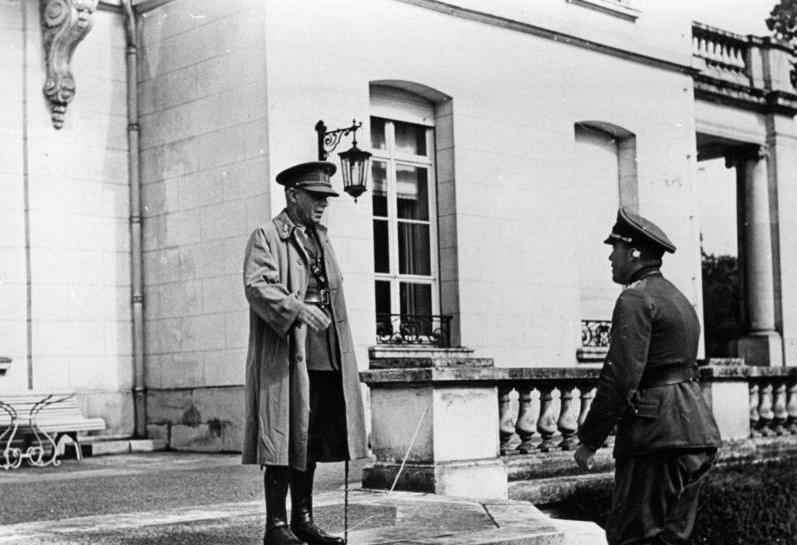
Đàm phán về sự đầu hàng của Bỉ

Hải quân Hoàng gia Anh đã sơ tán Tổng hành dinh tại Middelkerke và St. Andrews ở phía đông Bruges trong đêm đó. Leopold III, cùng mẹ là Thái hậu Elisabeth, đã ở lại Bỉ chịu đựng cuộc sống 5 năm tự giam cầm. Trước lời khuyên của chính phủ mình về việc thành lập một chính phủ lưu vong, Leopold nói: "Tôi đã quyết định ở lại. Sự nghiệp của Đồng Minh đã hết rồi."
Quốc vương đã quyết định đầu hàng ngay cả khi điều đó mâu thuẫn với nhất trí khuyến nghị thống nhất của chính phủ, điều có nghĩa là bất hợp pháp tại Bỉ. Sự đầu hàng bắt đầu có hiệu lực lúc 4h00 ngày 28 tháng 5. Làn sóng phản đối dâng cao khi mà Anh và Pháp cùng tuyên bố rằng Bỉ đã phản bội Đồng Minh. Tại Paris, thủ tướng Pháp Paul Reynaud lên án kịch liệt sự đầu hàng của Leopold, còn thủ tướng Bỉ Hubert Pierlot thì khẳng định với mọi người rằng Leopold đã hành động trái với những lời khuyên thống nhất từ phía chính phủ. Kết quả là chẳng bao lâu quốc vương đã mất đi ảnh hưởng của mình và chính phủ lưu vong Bỉ đóng tại Paris (rồi chuyển đến London sau sự sụp đổ của nước Pháp), sẽ tiếp tục cuộc đấu tranh. Điều đáng nói ở đây là người Bỉ đã không đưa ra bất kỳ thông báo nào trước đó rằng tình cảnh của họ đã nghiêm trọng đến mức phải đầu hàng. Những lời cáo buộc đó hầu hết đều là bất công. Phe Đồng Minh đều đã biết và đã thừa nhận trong ngày 25 tháng 5 qua tiếp xúc với người Bỉ rằng họ đã ở bên bờ vực của sự sụp đổ.
Phản ứng chính thức của Churchill và người Anh khá là thận trọng, do sự kháng cự kiên quyết trong các chiến dịch phòng ngự của người Bỉ đã được Sir Roger Keyes báo cáo trước nội các vào lúc 11h30 sáng ngày 28 tháng 5. Các bộ trưởng Anh và Pháp đã quy kết những hành động của Leopold là một sự phản bội, nhưng họ đã không biết đến một sự thật là Leopold đã không ký một hiệp định nào với Hitler nhằm thành lập nên một chính quyền cộng tác với Đức, mà đầu hàng không điều kiện với tư cách Tổng tư lệnh các lực lượng vũ trang của Bỉ.
Khi Leopold III trở lại ngai vàng nước Bỉ năm 1950, đã gây một phản ứng mạnh mẽ trong quần chúng Bỉ, thậm chí có nguy nội chiến.

## Thương vong

### Đức
Báo cáo thống nhất của Bộ tư lệnh tối cao các lực lượng vũ trang Đức về các chiến dịch quân sự ở phía tây từ ngày 10 tháng 5 đến 4 tháng 6 (tiếng Đức: Zusammenfassender Bericht des Oberkommandos der Wehrmacht über die Operationen im Westen vom 10. Mai bis 4. Juni) thống kê ra:
- Tử trận: 10.232 sĩ quan và binh lính[138]
- Mất tích: 8.463 sĩ quan và binh lính[138]
- Bị thương: 42.523 sĩ quan và binh lính[138]
- Thiệt hại của không quân Đức từ ngày 10 tháng 5 đến 3 tháng 6: 432 máy bay[138]
- Thiệt hại của hải quân Đức: không có[138]

Thương vong được báo cáo bao gồm toàn bộ thiệt hại trong cả chiến dịch tại phía tây. Số liệu cho riêng trận nước Bỉ khoảng thời gian 10–28 tháng 5 năm 1940 không thể biết được chính xác.

### Bỉ
Thương vong mà người Bỉ phải chịu là:
- Tử trận: 6.093 và 2.000 tù nhân chiến tranh chết khi đang bị giam cầm[5]
- Mất tích: trên 500[5]
- Bị bắt: 200.000[6]
- Bị thương: 15.850[6]
- Máy bay: 112 chiếc bị tiêu diệt[8]

### Anh
Số liệu cho riêng trận nước Bỉ không được biết đến, thương vong sau đây của nước Anh là trong toàn bộ chiến dịch ở phía tây, từ ngày 10 tháng 5 đến 22 tháng 6:
- 68.111 tử trận, bị thương hay bị bắt, 599 chết vì lý do ngoài chiến đấu, 3.000 dân thường bị giết.[139]
- 64.000 xe cộ bị phá hủy hay bị bỏ lại[139]
- 2.472 súng bị phá hủy hay bỏ lại[139]
- Thiệt hại của Không quân hoàng gia Anh: 931 máy bay và 1.526 người chết.[139] Thương vong tính riêng đến ngày 28 tháng 5 không được biết. Tổng thiệt hại máy bay của Anh là 344 chiếc trong các ngày 12–25 tháng 5, và 138 chiếc trong các ngày 26 tháng 5 – 1 tháng 6.[3]

### Pháp
Số liệu cho riêng trận nước Bỉ không được biết đến, thương vong sau đây của nước Pháp là trong toàn bộ chiến dịch ở phía tây, từ ngày 10 tháng 5 đến 22 tháng 6:
- Tử trận: 90.000[7]
- Bị thương: 200.000[7]
- Bị bắt: 1.900.000[7]
- Tổng số thiệt hại máy bay của Pháp là 264 chiếc trong các ngày 12–25 tháng 5, và 50 chiếc trong các ngày 26 thắng 5 – 1 tháng 6.[3]